# Alba Berlin

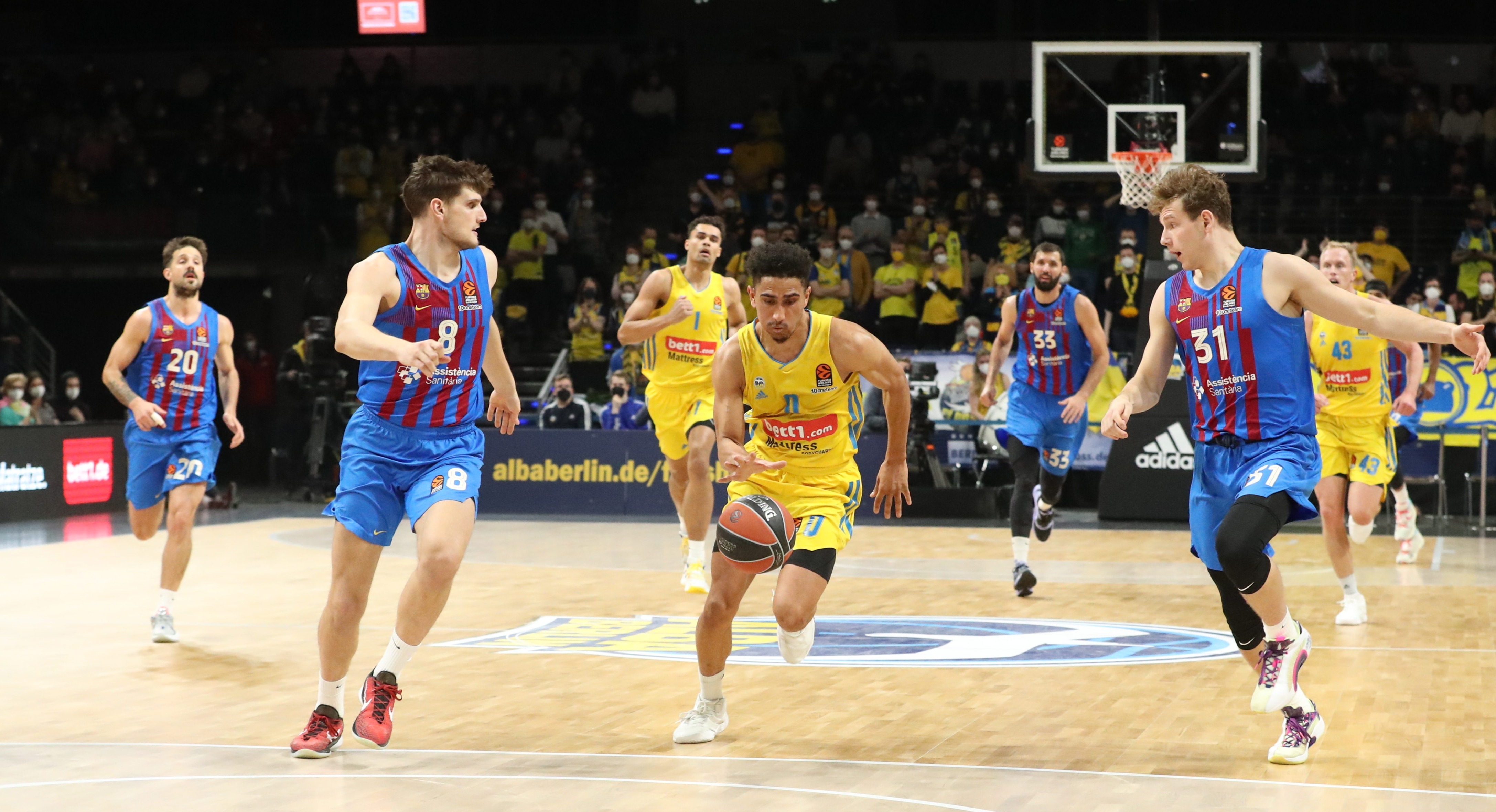
Alba Berlin gegen FC Barcelona Bàsquet in der Max-Schmeling-Halle (EuroLeague 2021/22)

Alba Berlin (Eigenschreibweise ALBA BERLIN) ist ein deutscher Basketballverein aus Berlin. Der Klub wurde 1991 als Alba BERLIN Basketballteam e. V. gegründet und ging aus der BG Charlottenburg hervor. 2006 wurde die Profiabteilung in eine GmbH überführt. Seit seiner Gründung spielt der Klub durchgehend in der Basketball-Bundesliga (BBL) und verschiedenen europäischen Ligawettbewerben; u. a. in der EuroLeague.
Alba Berlin ist der zweitmitgliederstärkste Basketballverein Deutschlands und mit elf deutschen Meisterschaften und als Rekordpokalsieger (elf Pokalsiege) auch einer der erfolgreichsten des Landes. Durch den Gewinn des Korać-Cups 1995 und zahlreiche Bestplatzierungen in europäischen Wettbewerben gilt Alba Berlin zudem als erfolgreichster deutscher Klub auf internationaler Ebene.
Die Basketballprofis tragen ihre Heimspiele in der Uber Arena und in der Max-Schmeling-Halle aus. Alba Berlin verzeichnet einen Zuschauerschnitt von etwa 10.000 Besuchern pro Heimpartie in den Bundesliga-Spielzeiten und ist damit die meistbesuchte Mannschaft in Europa.

## Geschichte

### 1991–2000: Gründung und erste Meisterschaften
1989 wurde die BG Charlottenburg gegründet, als sich abzeichnete, dass der Bundesligist DTV Charlottenburg in finanzielle Schwierigkeiten geriet und später Konkurs anmelden musste. Es wurde vereinbart, dass die DTV-Basketballabteilung zur BG überwechselt, die ein Jahr unter dem Namen Spielgemeinschaft BG/DTV Charlottenburg firmierte und dann als BG Charlottenburg am Bundesliga-Spielbetrieb teilnahm. 1990 kam Marco Baldi, der von 1983 bis 1985 in Berlin gespielt hatte, als Manager zurück. Das erste Spieljahr 1990/91 (noch als BG Charlottenburg) seiner Tätigkeit als Manager sei ein „reines Himmelfahrtskommando“ gewesen, so Baldi später rückblickend. Man habe von der Hand in den Mund gelebt, das Jahr sei aus finanzieller Sicht „knochenhart“ gewesen, sagte er. Bei seinem Dienstantritt im Mai 1990 habe es laut Baldi weder eine Geschäftsstelle noch Geldgeber, noch Mannschaft und einen Trainer gegeben. Die BG Charlottenburg ging 1991 in Alba Berlin über, nachdem das Entsorgungsunternehmen Alba Europe als Hauptsponsor gewonnen werden konnte. Am 13. Juli 1991 wurde die BG Charlottenburg in „Alba Berlin“ umbenannt. Am 4. Juli 1991 wurde der Verein Mitglied des Berliner Basketball-Verbandes. Alba Berlin ist also der Nachfolger des DTV Charlottenburg (1990 Zusammenschluss mit BG Charlottenburg) in der Basketball-Bundesliga. Wappentier wurde der Albatros.

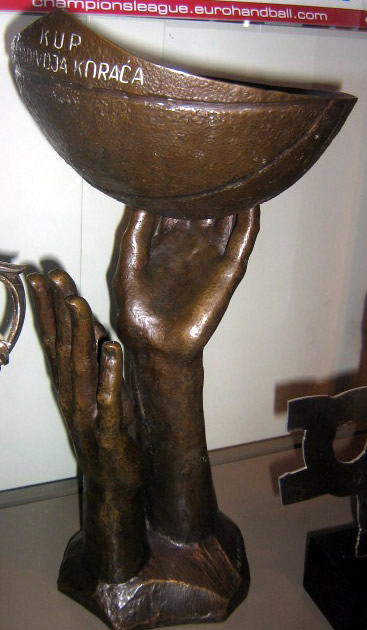
Korać-Cup

1991 wurde Dieter Hauert zum ersten Präsidenten gewählt. Kurz darauf wurde Alba Berlin unter der Leitung von Cheftrainer Faruk Kulenović auf Anhieb deutscher Vizemeister. Als 1993 der Serbe Svetislav Pešić den Trainerposten übernahm, sammelte der Verein Erfolge, die vorher noch keiner anderen Basketballmannschaft in Deutschland gelungen waren. Der Gewinn des Korać-Cups 1995 war der erste internationale Titelgewinn einer deutschen Vereinsmannschaft im Basketball. In dem Europapokalwettbewerb bezwangen die Berliner in der Saison 1994/95 zunächst Zalaegerszegi TE KK aus Ungarn und JDA Dijon aus Frankreich, zogen damit in die Achtelfinal-Gruppenphase ein. In dieser wurde man Tabellenzweiter und traf in der Runde der besten acht Mannschaften auf Filodoro Fortitudo Bologna (Italien). Nach einem 77:73-Sieg und einem Unentschieden (80:80) stand Berlin im Halbfinale, in dem man sich gegen Cáceres CB aus Spanien durchsetzte. Der Sieger des Korać-Cups wurde zwischen Alba Berlin und Stefanel Mailand in zwei Endspielen ermittelt. Das Hinspiel in Mailand endete mit einem 87:87-Unentschieden, in dem der Berliner Saša Obradović mit 34 Punkten bester Korbschütze war. Mitte März 1995 wurde das Rückspiel in der mit 9000 Zuschauern gefüllten Berliner Deutschlandhalle ausgetragen. Eine Direktübertragung des Spiels im deutschen Fernsehen gab es nicht. Alba Berlin gewann mit 85:79, die Mannschaft wurde von Teoman Alibegović (34 Punkte) als bestem Korbschützen angeführt. Vereinspräsident Dieter Hauert bezeichnete den Gewinn des Europapokalwettbewerbs als „Wunder“.
1996 folgte der Umzug des Vereins von der Sporthalle Charlottenburg in der Sömmeringstraße („Sömmeringhalle“) in die Max-Schmeling-Halle. Hätte man in der „Sömmeringhalle“ bleiben müssen, hätte sich Alba Berlin „niemals dahin entwickelt, wo wir heute sind“, sagte Baldi 2015. Der Umzug sei ein „Riesensprung“ gewesen, so Baldi Jahre später. Dadurch sei man eine echte Berliner Mannschaft geworden, die nicht dem Ost-West-Denken unterlegen habe. In der neuen Heimstätte löste Alba Berlin 1997 dann schließlich Serienmeister Bayer Leverkusen ab und gewann die lang ersehnte erste Deutsche Basketballmeisterschaft. Insgesamt konnte Pešić in seiner siebenjährigen Karriere als Chefcoach bei Alba Berlin neben dem Sieg des Korać-Cups und weiteren Erfolgen auf europäischer Ebene vier deutsche Meisterschaften und einen Pokalsieg verzeichnen.

### 2000–2008: Professionalisierung und weitere deutsche Titel

Logo 1991–2009

Zwar wurden unter Emir Mutapčić sowohl drei weitere deutsche Meisterschaften als auch zwei weitere deutsche Pokalsiege verzeichnet, doch besonders auf europäischer Ebene konnten seit 2001 keine entscheidenden Fortschritte gemacht werden. Als Folge der titellosen Zeit wurde die Mannschaft zu jeder neuen Saison maßgeblich umgebaut. 2004 und 2005 schließlich schied man auf nationaler Ebene als Hauptrundenerster jeweils bereits in der Play-off-Halbfinalserie aus. Organisatorisch schuf man die Position des Teammanagers, die mit Henning Harnisch besetzt wurde und gliederte die Profiabteilung des Vereins zum 1. September 2005 in eine GmbH, die Alba Berlin Basketballteam GmbH aus.

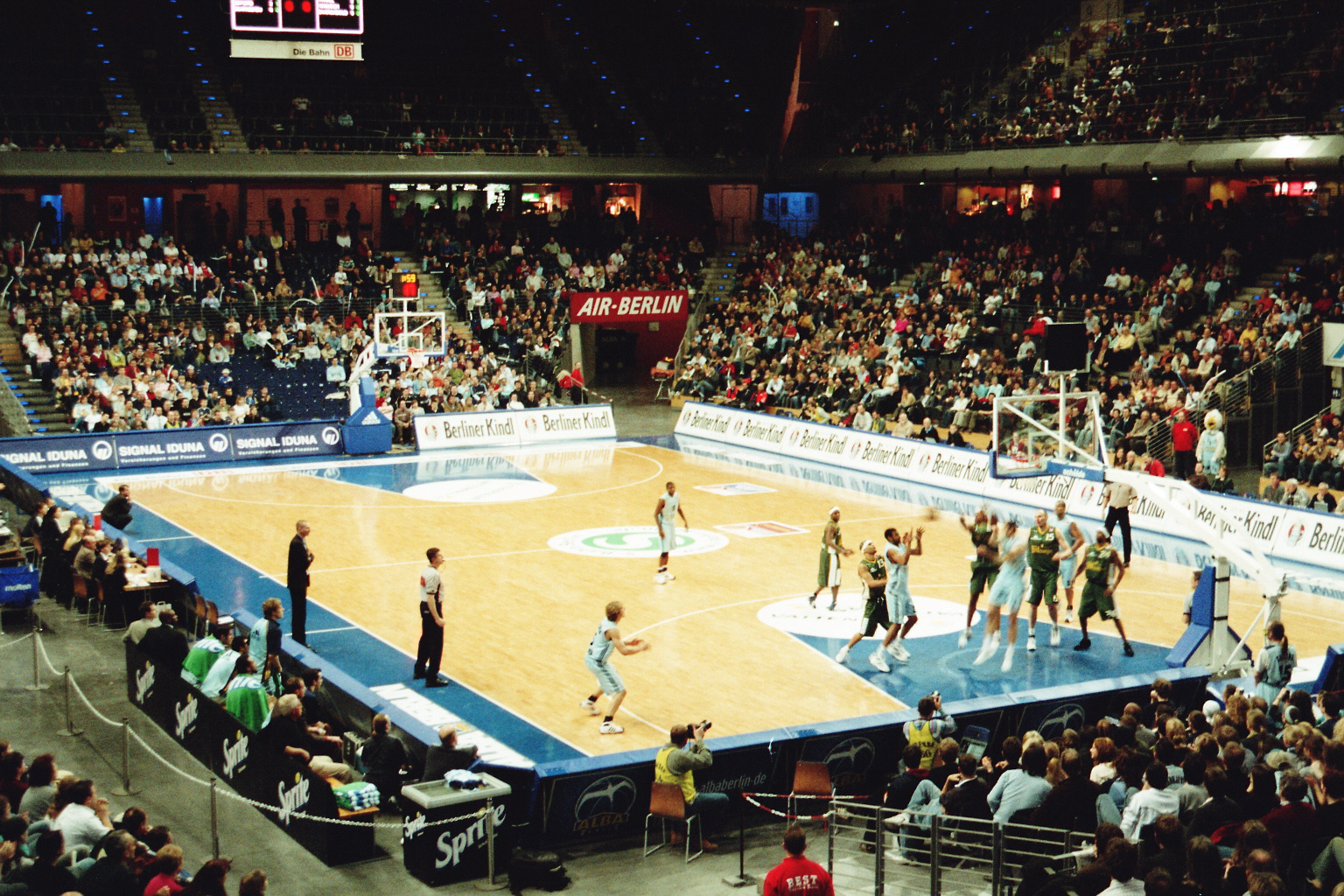
Heimspiel Alba gegen Trier in der Saison 2005/06 in der Max-Schmeling-Halle

In der Spielzeit 2005/06 wurde Alba Berlin unter seinem neuen Trainer Henrik Rödl erneut deutscher Pokalsieger. Als Hauptrundenerster zog man diesmal bis in die Finalserie der Meisterschaft ein, in der man jedoch RheinEnergie Köln unter Trainer Saša Obradović unterlag, der mit Alba 1995 als Spieler noch Korać-Cup-Sieger war. In der folgenden Saison 2006/07 schied Alba als Hauptrundenerster jedoch bereits im Playoff-Viertelfinale gegen die Artland Dragons aus, was zur Entlassung von Rödl und der Verpflichtung von Trainer Luka Pavićević und dem nächsten großen Umbau der Mannschaft führte. Nach Verletzungspech in der Vorbereitung und im Saisonverlauf der Spielzeit 2007/08, der zum Ausfall von Goran Jeretin für die gesamte Saison und von Aleksandar Rašić für die Play-offs führte, verpflichtete Alba im Januar von den Köln 99ers, die später in der Saison einen Insolvenzantrag stellten, Immanuel McElroy und Aleksandar Nađfeji nach. Mit dem Spieler des Jahres Julius Jenkins war die Mannschaft allen anderen Konkurrenten in den Play-offs überlegen und gewann erneut nach fünfjähriger Pause die Meisterschaft.
In der Saison 2003/04 hatte Alba als Meister letztmals die Qualifikation zur Teilnahme in der höchsten europäischen Spielklasse EuroLeague erreicht. In den Saisons 2004/2005 bis 2007/08 konnte sich der Verein nur im ULEB-Cup präsentieren, der zweithöchsten europäischen Spielklasse. Hier kam man nur 2006/2007 über die Vorrunde hinaus und schied im Achtelfinale aus.

### 2008–2012: Neue Arena und internationale Zuschauerrekorde
Mit dem Umzug in die neue 14.500 Zuschauer fassende O2 World (zwischenzeitlich Mercedes-Benz Arena, inzwischen Uber Arena) schlug der damals amtierende Meister Alba Berlin ein neues Kapitel der Vereinsgeschichte auf. Nachdem erstmals in der Geschichte der Deutschen Basketball-Bundesliga ein Zuschauerschnitt von über 7000 Besucher pro Spiel erzielt wurde, entschloss sich Alba Berlin um Geschäftsführer Marco Baldi und den Aufsichtsratsvorsitzenden Axel Schweitzer, den nächsten Schritt zu einer dauerhaften Präsenz im internationalen Wettbewerb zu tun und entsprechende Präsentationsmöglichkeiten für Alba zu schaffen. Der Eigentümer der O2 World Berlin, die Anschutz-Group, und Alba Berlin einigten sich auf einen 15-Jahres-Vertrag bis 2023 sowie eine Option für weitere zehn Jahre.
Als amtierender Deutscher Meister nahm Alba in der Saison 2008/09 wieder an der EuroLeague teil und erreichte das TOP 16. Zwar konnte man sich hier nicht gegen die Gruppengegner FC Barcelona, Real Madrid und Maccabi Tel Aviv durchsetzen, jedoch war Alba mit durchschnittlich 11.264 Zuschauern in der O2 World Berlin das meistbesuchte Team Europas. Zudem konnte der Verein mit 14.800 Zuschauern im Hauptrunden-Heimspiel gegen Olimpija Ljubljana einen Zuschauerrekord bei einem Europapokalspiel in Deutschland aufstellen. Während man auf nationaler Ebene im Pokalendspiel die Telekom Baskets Bonn deutlich besiegt hatte, schied man gegen diese Mannschaft in der Play-off-Halbfinalserie als Hauptrundenerster knapp in fünf Spielen aus.
Im darauffolgenden Jahr verpasste die Mannschaft dann zum ersten Mal seit sieben Jahren den ersten Platz der Hauptrunde und schied zudem in den Play-offs gegen die an siebter Stelle platzierten Skyliners Frankfurt mit nur einem Sieg in vier Spielen aus. Zudem verfehlte Alba das Top 4 des neuformierten BBL-Pokals durch eine Niederlage in Bamberg. International spielte der Verein jedoch seine beste Saison seit dem Gewinn des Korać-Cups 1995. Zwar war man zu Saisonbeginn in der EuroLeague-Qualifikation als Wild-Card-Teilnehmer gegen GS Marousi gescheitert und musste daher erneut im ULEB Eurocup antreten. Die Mannschaft um Julius Jenkins durchquerte Haupt- und Zwischenrunde als Gruppenerster und stand nach einem Sieg im Viertelfinale gegen den ehemaligen Titelträger Hapoel Jerusalem erstmals im Final Four dieses Europapokals.
Die Teilnahme an der Endrunde wurde jedoch durch den Ausbruch des Eyjafjallajökull 2010 erschwert, da wegen der austretenden Vulkanasche der Luftverkehr zwischen Deutschland und Spanien eingestellt war. Das Team war zwar rechtzeitig genug angereist, die Fans allerdings nicht. Statt ursprünglich 400 geplanten reisten nur 43 Alba-Fans die rund 2000 km lange Strecke mit dem Bus an. Diese Busreise verlief jedoch unter der besonderen Beachtung der nationalen und internationalen Pressevertreter, die teilweise „live“ über die Anreise bloggten. Im Halbfinale schlug Alba, bei denen Adam Chubb mit 27 Punkten hervorstach, mit 77:70 Bizkaia Bilbao Basket, die im baskischen Vitoria-Gasteiz praktisch ein Heimspiel hatten. Zum Finale am Sonntag wurden die eingetroffenen Alba-Fans durch die Organisation der ULEB in Person von Jordi Bertomeu persönlich begrüßt. Die Spieler konnten jedoch ihre Leistung vom Vortag nicht wiederholen und mussten sich 44:67 dem Valencia Basket Club geschlagen geben. Weiterhin musste das Team die Rückreise auch per Bus antreten und brauchte insgesamt fast 27 Stunden.
Die Spielzeit 2010/11 entwickelte sich zu einer Berg- und Talfahrt. Das bis auf Julius Jenkins und Immanuel McElroy völlig neu zusammengestellte Aufgebot kassierte so in Bamberg mit 52:103 die höchste Niederlage der Vereinsgeschichte und leitete somit auch das Ende von Coach Pavićević ein, der Ende Januar durch den Israeli Muli Katzurin ersetzt wurde. Nach einigen Spielerwechseln vor allem auf der Position des Aufbauspielers, wo unter anderem Heiko Schaffartzik zurückgeholt wurde, erreichte Alba die Play-offs dennoch wieder als Dritter. Durch die Siege gegen Oldenburg und Frankfurt stand die Mannschaft in den Finalspielen gegen Vorjahresmeister Bamberg. Die Serie sollte wie die beiden vorherigen über die volle Distanz von fünf Spielen gehen, endete aber schließlich mit der Vizemeisterschaft, nachdem Alba im entscheidenden Finalspiel beim Titelverteidiger knapp 90 Sekunden vor Schluss noch in Führung gelegen hatte. Nachdem man erneut in der EuroLeague-Qualifikation gescheitert war, zog man im Eurocup 2010/11 diesmal bis in die Runde der sechzehn besten Mannschaften ein.
Zur Saison 2011/12 wurde mit dem gebürtigen Kanadier Gordon Herbert ein erfahrener Coach verpflichtet, der die Skyliners Frankfurt 2004 zu ihrer ersten Meisterschaft geführt hatte und zuvor neben seiner Wahlheimat Finnland auch in Griechenland und der NBA gearbeitet hatte. Ebenso wie der mehrmalige Verteidigungsspieler des Jahres der Bundesliga Immanuel McElroy verließ auch Julius Jenkins, dreimal in Folge bester Offensivspieler der Bundesliga und zweimal (2008 und 2010) Saison-MVP der BBL, den Verein. Coach Herbert hingegen brachte von seinem ehemaligen Verein den Liga-MVP 2011 DaShaun Wood mit nach Berlin. Die Mannschaft blieb jedoch hinter den Erwartungen zurück und schied als Hauptrundendritter bereits in der ersten Play-off-Runde gegen den starken Aufsteiger s.Oliver Baskets aus Würzburg aus, nachdem nach dem Ausscheiden in der EuroLeague-Quali erneut in der Runde der sechzehn besten Mannschaften im Eurocup Endstation für Alba war. Daraufhin wurde der Vertrag mit Trainer Herbert nach Saisonende beendet und als Nachfolger Albas ehemaliger Spieler Saša Obradović verpflichtet, der zuvor die Meisterschaft in der Ukraine mit BK Donezk gewonnen hatte.

### 2012–2017: Alba Berlin gegen NBA-Mannschaften
Im Rahmen der NBA Europe Live Tour trafen die Albatrosse am 6. Oktober 2012 auf die Dallas Mavericks. Spielort war mit der O2 World Berlin die Heimspielstätte von Alba Berlin. Die Partie war innerhalb von 50 Minuten ausverkauft. Bei den Mavericks lief neben Dirk Nowitzki mit Chris Kaman ein weiterer deutscher Nationalspieler und NBA All-Star auf. Das Spiel endete nach einem ausgeglichenen Spielverlauf mit einem 89:84-Sieg für die Dallas Mavericks, die eine Woche zuvor ihre Saisonvorbereitung begonnen hatten. Alba Berlin startete mit einer Wildcard-Lizenz in die EuroLeague-Saison 2012/13 und erreichte die Top-16-Runde. Mit einem 82:63-Erfolg gegen Brose Baskets Bamberg am 24. Januar 2013 konnte Alba den ersten Sieg eines deutschen Vertreters in dieser Ausscheidungsrunde der EuroLeague erzielen.

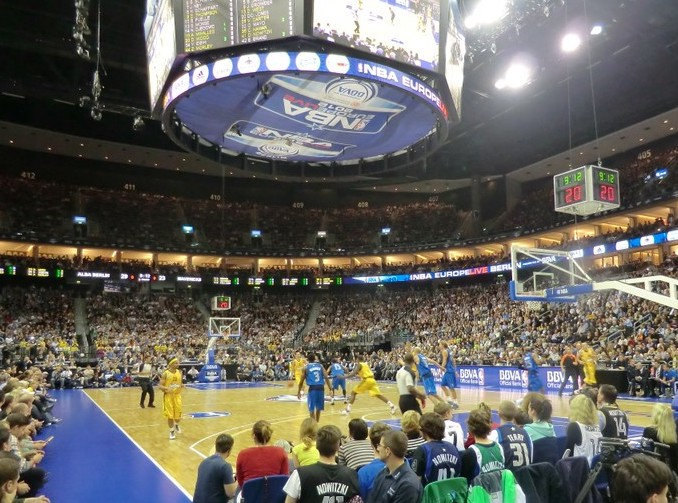
Dallas Mavericks gegen Alba Berlin (2012)

Im BBL-Pokal konnte Alba Berlin am 24. März 2013 seinen ersten Titel seit vier Jahren feiern. Beim Final-Four in der heimischen O2 World Berlin trafen die Albatrosse im Halbfinale auf den FC Bayern München. Das Spiel entschied Alba mit 92:83 für sich und zog ins Finale ein. Finalgegner war der letztjährige Vizemeister Ratiopharm Ulm. Das Spiel endete vor 13.854 Zuschauern mit einem 85:67-Sieg für Berlin. Damit konnte sich Alba Berlin zum insgesamt 7. Mal den BBL-Pokal sichern. Die Hauptrunde der Bundesliga-Saison 2012/13 beendete Alba auf dem fünften Platz der Tabelle und traf so im Viertelfinale auf den FC Bayern München. Gegen die Münchner schieden die Albatrosse ohne eigenen Sieg mit 0:3 im Viertelfinale der Play-offs aus. In der Saison 2013/14 traf Berlin in den Playoffs wieder auf die Bayern. Jedoch dieses Mal im Finale. Alba verlor die Serie mit 1:3.
Am 8. Oktober 2014 traf Alba Berlin auf den amtierenden Titelträger der NBA, die San Antonio Spurs. Die Texaner, unter dem Erfolgstrainer Gregg Popovich, reisten mit den Superstars Tim Duncan, Tony Parker und Manu Ginóbili an. In einem hochklassigen Spiel siegten die Berliner überraschenderweise dank eines Buzzer Beater von Jamel McLean mit 94:93 (47:54).
In der EuroLeague-Saison 2014/15 erreichte Alba die zweite Gruppenphase, in der sich das Team bis zum letzten Spieltag die Chance auf das Viertelfinale offen hielt, was bis dahin noch keiner deutschen Mannschaft gelang. Letztlich verpasste man den Einzug unter die besten acht Mannschaften Europas jedoch knapp. In der BBL unterlag man im Halbfinale Bayern München.

### 2016-heute: Spanische Welle an der Spree
Im Februar 2016 wurde der Spanier Himar Ojeda Sportdirektor der Berliner, nachdem er zuvor die internationale Talentsichtung des NBA-Klubs Atlanta Hawks geleitet hatte.
Im April 2017 trennte sich Alba vom türkischen Cheftrainer Ahmet Çakı, der das Amt im Sommer 2016 angetreten und Saša Obradović abgelöst hatte. Zum Zeitpunkt Çakıs Entlassung hatten die Berliner die Teilnahme an der Bundesliga-Meisterrunde sicher und lagen auf dem sechsten Tabellenrang. Co-Trainer Thomas Päch betreute die Mannschaft im restlichen Saisonverlauf, man schied in der ersten Playoff-Runde gegen München aus. Hatte Alba im Sommer 2016 mit Çakı noch einen Vertreter der jungen Trainergeneration nach Berlin gelotst, wurde zur Saison 2017/18 ein Altmeister geholt: Der Spanier Aíto García Reneses – zum Zeitpunkt der Verpflichtung 70 Jahre alt – kam mit der Empfehlung, als Trainer unter anderem neun spanische Meistertitel sowie Olympiasilber gewonnen zu haben. Neben dem Berliner Co-Trainer Thomas Päch gehörten weitere Spanier zum Trainerstab 2017: García Reneses stand auch Co-Trainer Israel González zur Seite, der bereits in der Vergangenheit mit ihm zusammengearbeitet hatte sowie Individualtrainer Carlos Frade und Athletiktrainer Pepe Silva Moreno. Wie im vorherigen Verlauf seiner Trainerarbeit baute García Reneses auch in Berlin verstärkt Spieler aus dem eigenen Nachwuchs in die Profimannschaft ein, darunter Franz Wagner, Jonas Mattisseck und Tim Schneider.
Im Spieljahr 2018/19 erreichte Alba die Endspielserie des europäischen Vereinswettbewerbs EuroCup, unterlag dort allerdings dem spanischen Vertreter Valencia Basket mit 1:2-Siegen. Mitte Februar 2020 gelang der erste Titelgewinn in García Reneses' Amtszeit, als im deutschen Pokalendspiel Oldenburg mit 89:67 bezwungen wurde. Beim Abbruch der Bundesliga-Hauptrunde der Saison 2019/20 Anfang März 2020 wegen der Ausbreitung von COVID-19 belegte die Mannschaft mit 14 Siegen und fünf Niederlagen den vierten Rang in der Bundesliga-Tabelle. Beim Saisonschlusstunier im Juni 2020 gewann die Mannschaft alle ihre Spiele und sicherte sich durch Siege gegen Ludwigsburg in beiden Finalspielen (88:65 und 75:74) den deutschen Meistertitel. In der Saison 2020/21 wurde der Meistertitel wiederholt. Von den Endspielen gewannen die Berliner drei und der FC Bayern München eines. Als bester Spieler der Finalserie wurde der Uruguayer Jayson Granger ausgezeichnet. Im Juni 2021 gab Geschäftsführer Marco Baldi bekannt, dass für den Fall eines Abschieds von Cheftrainer García Reneses die Nachfolge bereits geregelt sei und dessen Assistent Israel González befördert werden würde. Dieser Schritt wurde durchgeführt, González trat im August 2021 García Reneses' Nachfolge an, der in ein Sabbatjahr ging. Unter González als Cheftrainer gewann der Verein im Februar 2022 den deutschen Pokalwettbewerb und stellte damit eine neue Bestmarke im deutschen Basketball auf. Zuvor lag Berlin mit zehn Siegen mit Leverkusen gleichauf. Im Juni 2022 führte González die Mannschaft auch zum Gewinn der deutschen Meisterschaft. In der Endspielserie setzte man sich mit 3:1-Siegen gegen Bayern München durch, der Berliner Johannes Thiemann erhielt die Auszeichnung als bester Spieler der Bundesliga-Endrunde. Im vierten Spiel der Serie bestimmten die Berliner das Geschehen gegen den FC Bayern auswärts deutlich und holten einen 96:81-Sieg, nachdem zuvor im dritten Aufeinandertreffen eine schwache Leistung der Berliner Heimmannschaft eine 60:90-Niederlage ergeben hatte.
2023 schieden die Berliner als Titelverteidiger im Bundesliga-Viertelfinale gegen Ulm aus, nachdem die Hauptrunde auf dem zweiten Rang abgeschlossen worden war. Trainer González beklagte nach dem Ausscheiden die hohe körperliche Belastung für seine Spieler, die seit dem Beginn der Saison 2022/23 zuvor in der Bundesliga und der EuroLeague 75 Pflichtspiele bestritten hatten.
Im Spieljahr 2023/24 zog Berlin in die Endspielserie um die deutsche Meisterschaft ein, dort traf man auf den FC Bayern München. Da München die Meisterschaft gewann und auch im Pokalwettbewerb die Nase vorn hatte, blieb Berlin wie in der Vorsaison ohne Titelgewinn. Im März 2025 trennte man sich von Trainer González, Nachfolger wurde dessen spanischer Landsmann Pedro Calles, der zuvor Assistenztrainer bei den Berlinern gewesen war. Zum Zeitpunkt der Trennung von González stand die Mannschaft in der Bundesliga auf dem zwölften Tabellenplatz und war in der EuroLeague Letzter.
Am 7. Mai 2025 gab Alba Berlin bekannt, dass man die EuroLeague zur Saison 2025/26 verlassen werde und in die Basketball Champions League wechselt.

## GmbH und Verein

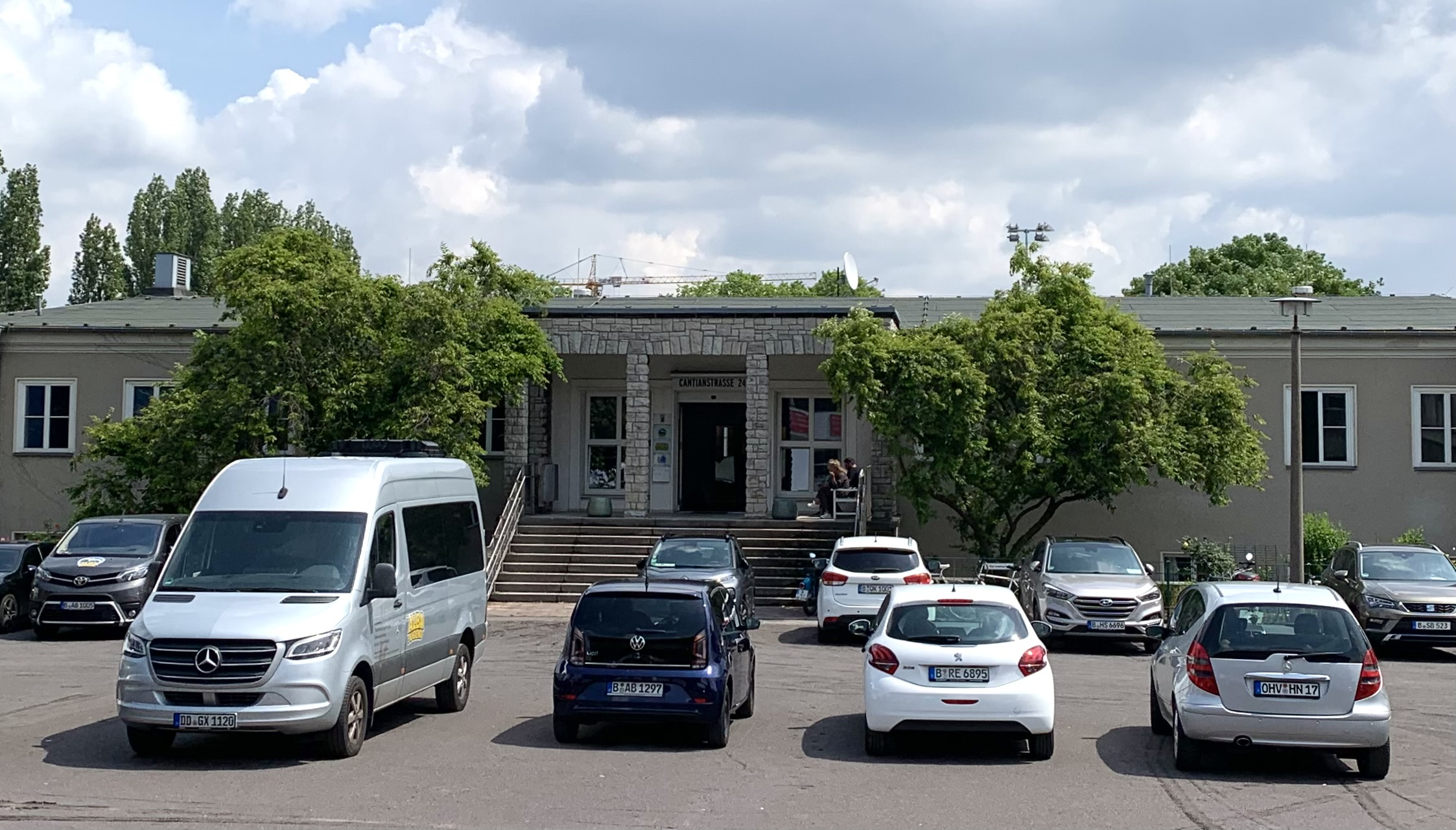
Sitz der Alba Berlin Basketballteam GmbH in Berlin-Prenzlauer Berg (2023)

Alba Berlin Basketballteam e. V. wird seit dem Stichtag 31. Dezember 2012 als mitgliederstärkster Basketballverein Deutschlands geführt. Im Jahr 2022 wurden insgesamt 1880 Mitglieder mit Teilnehmerausweisen, inklusive Spielerlaubnis für Schulwettbewerbe, registriert.
An der ausgegliederten Profiabteilung, der Alba Berlin Basketballteam GmbH, hält der Verein Alba Berlin Basketballteam e. V. 25 % und PA-FI Panda Finance mit den beiden Gesellschaftern und Geschäftsführern der ALBA Europe, Eric Schweitzer und Axel Schweitzer, 75 % der Anteile (Stand: 2014).

### Auszeichnungen
Im Jahr 2009 wurde Alba Berlin für seine Aktivitäten in den Bereichen Marketing, Sponsoring und Kommunikation mit dem Devotion Marketing Award 2009 in Gold von der ULEB ausgezeichnet.
Die Tatsache, dass es Alba schaffte, in der EuroLeague-Saison 2008/09 die Halle sehr gut auszulasten und mit über 10.000 Zuschauern pro Spiel den höchsten Zuschauerschnitt aller Mannschaften zu erreichen, belohnte die Organisation der ULEB mit der Auszeichnung des besten Vereinsfunktionärs des Jahres 2009 für Marco Baldi.

### Sponsoren

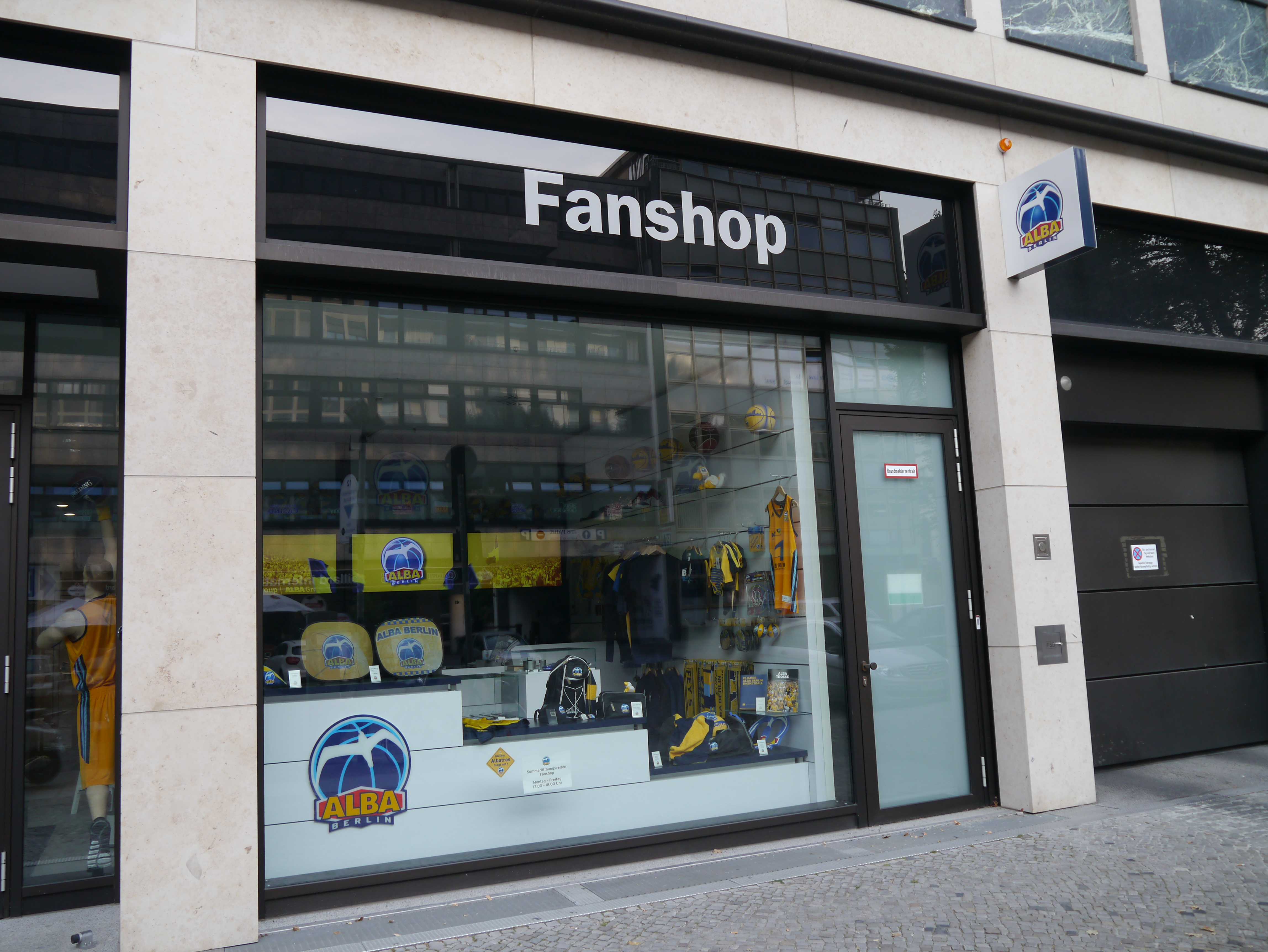
Fanshop von Alba Berlin in Charlottenburg

Der Gesamtetat der Alba Berlin Basketballteam GmbH wurde 2019 auf etwa elf Millionen Euro geschätzt. Rund die Hälfte des Etats wird für den Kader der jeweiligen Saison aufgewendet. Etwa 10 % des Etats werden für Jugendprogramme und Nachwuchsarbeit investiert. Der Gesamtetat von Alba Berlin gehört nach Schätzungen zu den zwei größten unter den Klubs der BBL.
Der Titelsponsor der GmbH ist der Namensgeber Alba Europe. Der gegenwärtige Trikotsponsor ist der chinesische Konzern Techcent (Stand: 2020/21). Premium-Partner sind u. a. der Ausrüster Adidas, die DKB AG, Lotto Berlin, die Comline AG, Edeka, und die Volkswagen AG (Stand: 2020). Darüber hinaus gibt es eine Vielzahl an sogenannten offiziellen Partnern.

## Erfolge

### Saisonleistungen

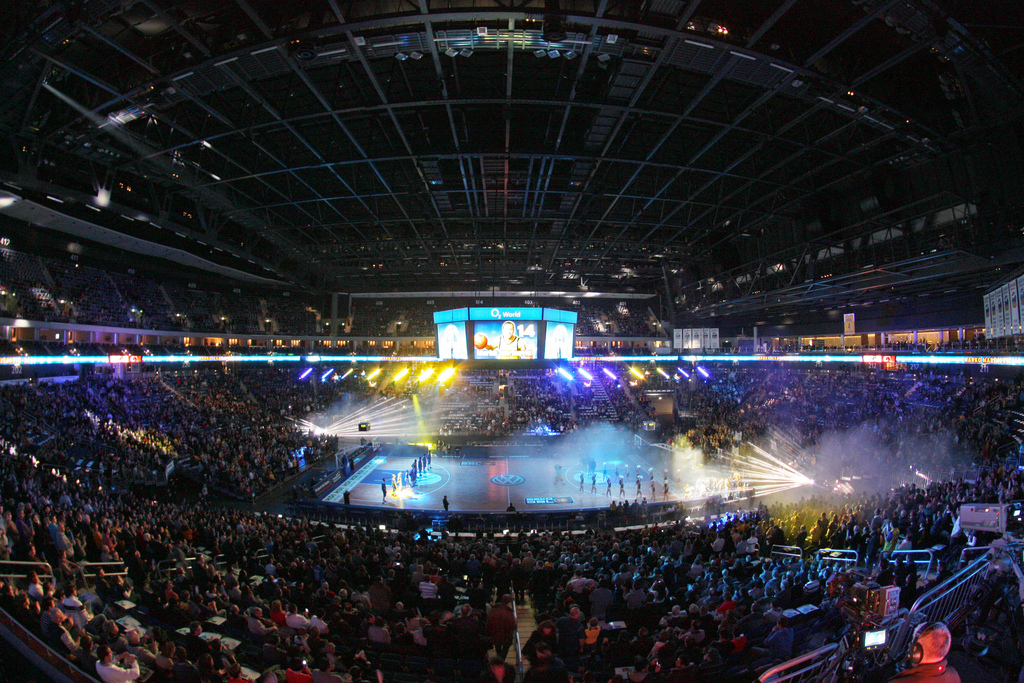
Spiel Alba Berlin gegen BBC Bayreuth 2011 in Berlin

| Saison  | Liga       | Hauptrunde | Play-off        | BBL-Pokal    | Europa-Wettbewerbe |
| ------- | ---------- | ---------- | --------------- | ------------ | --- |
| 1990/91 | Bundesliga | 3.         | Vizemeister     | –            | Korać-Cup-Achtelfinalist                                                                                              |
| 1991/92 | Bundesliga | 3.         | Vizemeister     | –            | Europa-Cup-Teilnehmer                                                                                                 |
| 1992/93 | Bundesliga | 2.         | Viertelfinalist | –            | Korać-Cup-Teilnehmer                                                                                                  |
| 1993/94 | Bundesliga | 3.         | Halbfinalist    | –            | Korać-Cup-Hauptrunden-Teilnehmer                                                                                      |
| 1994/95 | Bundesliga | 2.         | Vizemeister     | –            | Korać-Cup-Sieger * |
| 1995/96 | Bundesliga | 2.         | Vizemeister     | –            | Korać-Cup-Viertelfinalist                                                                                             |
| 1996/97 | Bundesliga | 1.         | Meister         | Sieger       | Europaliga-Teilnehmer                                                                                                 |
| 1997/98 | Bundesliga | 1.         | Meister         | –            | Europaliga-Viertelfinalist *                                                                                          |
| 1998/99 | Bundesliga | 1.         | Meister         | Sieger       | Europaliga-Teilnehmer                                                                                                 |
| 1999/00 | Bundesliga | 1.         | Meister         | Finalist     | Europaliga-Teilnehmer                                                                                                 |
| 2000/01 | Bundesliga | 1.         | Meister         | –            | SuproLeague-Viertelfinalist                                                                                           |
| 2001/02 | Bundesliga | 5.         | Meister         | Sieger       | Euroleague-Teilnehmer                                                                                                 |
| 2002/03 | Bundesliga | 2.         | Meister         | Sieger       | Euroleague-Teilnehmer                                                                                                 |
| 2003/04 | Bundesliga | 1.         | Halbfinalist    | –            | Euroleague-Teilnehmer                                                                                                 |
| 2004/05 | Bundesliga | 1.         | Halbfinalist    | –            | ULEB-Cup-Teilnehmer                                                                                                   |
| 2005/06 | Bundesliga | 1.         | Vizemeister     | Sieger       | ULEB-Cup-Teilnehmer                                                                                                   |
| 2006/07 | Bundesliga | 1.         | Viertelfinalist | –            | ULEB-Cup-Achtelfinalist                                                                                               |
| 2007/08 | Bundesliga | 1.         | Meister         | Vierter      | ULEB-Cup-Teilnehmer                                                                                                   |
| 2008/09 | Bundesliga | 1.         | Halbfinalist    | Sieger       | Euroleague-Top-16 |
| 2009/10 | Bundesliga | 2.         | Viertelfinalist | –            | Eurocup-Finalist * |
| 2010/11 | Bundesliga | 3.         | Vizemeister     | –            | Eurocup-Top-16 |
| 2011/12 | Bundesliga | 3.         | Viertelfinalist | –            | Eurocup-Top-16 |
| 2012/13 | Bundesliga | 5.         | Viertelfinalist | Sieger       | Euroleague-Top-16 |
| 2013/14 | Bundesliga | 3.         | Vizemeister     | Sieger       | Eurocup-Top-8 |
| 2014/15 | Bundesliga | 2.         | Halbfinalist    | Dritter      | Euroleague-Top-16 |
| 2015/16 | Bundesliga | 6.         | Viertelfinalist | Sieger       | Eurocup-Top-16 |
| 2016/17 | Bundesliga | 6.         | Viertelfinalist | Dritter      | Eurocup-Top-16 |
| 2017/18 | Bundesliga | 2.         | Vizemeister     | Finalist     | Eurocup-Top-16 |
| 2018/19 | Bundesliga | 3.         | Vizemeister     | Finalist     | Eurocup-Finalist |
| 2019/20 | Bundesliga | 4.         | Meister**       | Sieger       | Aufgrund der Coronavirus-Pandemie wurde die EuroLeague- sowie die EuroCup-Saison abgebrochen bzw. ohne Sieger beendet |
| 2020/21 | Bundesliga | 2.         | Meister         | Finalist     | Euroleague-Top-16 |
| 2021/22 | Bundesliga | 1.         | Meister         | Sieger       | Euroleague-Top-16 |
| 2022/23 | Bundesliga | 2.         | Viertelfinalist | Halbfinalist | Euroleague-Top-18 |
| 2023/24 | Bundesliga | 2.         | Vizemeister     | Halbfinalist | Euroleague-Top-18 |
| 2024/25 | Bundesliga | 7.         | Viertelfinalist | -            | Euroleague-Top-18 |

(*) Erfolg als erste deutsche Mannschaft erzielt

(**) Wegen der Corona-Pandemie wurde der Deutsche Meister im Sondermodus eines dreiwöchigen Turniers ermittelt.

### Rekorde

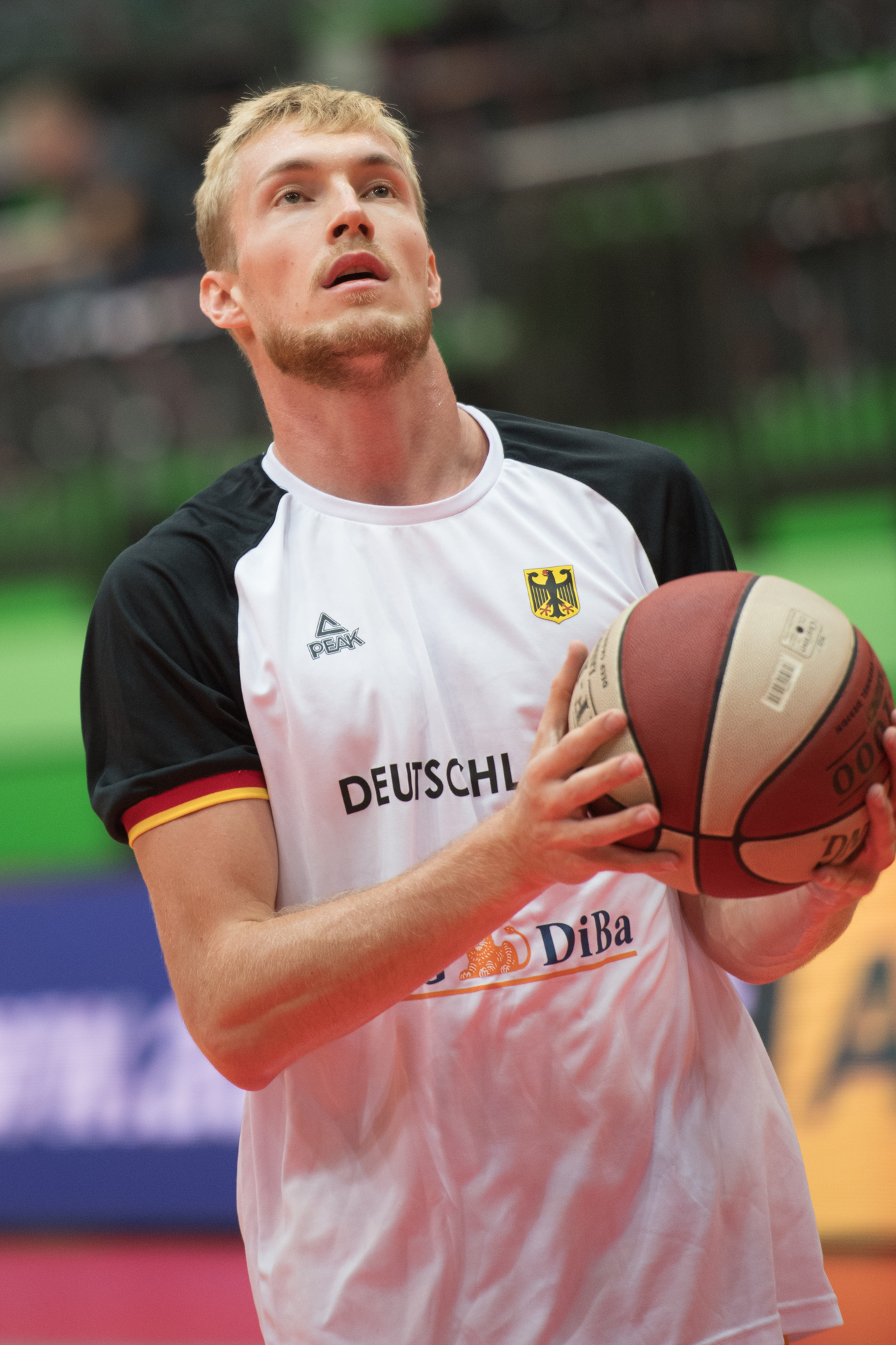
Niels Giffey

(Stand Juni 2022; Quelle:)
| Saison  | Wertvollste Spieler |
| ------- | ------------------- |
| 1993/94 | Teoman Alibegović   |
| 1995/96 | Henrik Rödl         |
| 1997/98 | Wendell Alexis      |
| 1999/00 | Wendell Alexis      |
| 2001/02 | Wendell Alexis      |
| 2002/03 | Jovo Stanojević     |
| 2005/06 | Jovo Stanojević     |
| 2007/08 | Julius Jenkins      |
| 2009/10 | Julius Jenkins      |
| 2014/15 | Jamel McLean        |
| 2017/18 | Luke Sikma          |

| Rang | Beste Werfer      | Punkte | Spiele |
| ---- | ----------------- | ------ | ------ |
| 1.   | Wendell Alexis    | 5922   | 341    |
| 2.   | Henrik Rödl       | 5226   | 512    |
| 3.   | Julius Jenkins    | 4172   | 274    |
| 4.   | Marko Pešić       | 3623   | 382    |
| 5.   | Jovo Stanojević   | 3305   | 216    |
| 6.   | Niels Giffey      | 3271   | 398    |
| 7.   | Teoman Alibegović | 3253   | 159    |
| 8.   | Luke Sikma        | 2802   | 265    |
| 9.   | Teoman Öztürk     | 2691   | 489    |
| 10.  | Peyton Siva       | 2651   | 240    |

| Rang | Meiste Einsätze | Spiele | Jahre |
| ---- | --------------- | ------ | ----- |
| 1.   | Henrik Rödl     | 512    | 11    |
| 2.   | Teoman Öztürk   | 489    | 10    |
| 3.   | Niels Giffey    | 398    | 7     |
| 4.   | Marko Pešić     | 382    | 8     |
| 5.   | Wendell Alexis  | 341    | 6     |
| 6.   | Jörg Lütcke     | 324    | 8     |
| 7.   | Akeem Vargas    | 308    | 5     |
| 8.   | Sven Schultze   | 292    | 8     |
| 9.   | Julius Jenkins  | 274    | 5     |
| 10.  | Luke Sikma      | 265    | 4     |

### Ehrungen
Alba Berlin hat bisher zwei herausragende Spieler der Vereinsgeschichte geehrt, indem Trikotnummern, die sie zu Spielerzeiten trugen, in Zukunft nicht mehr vergeben werden. Dem ehemaligen Nationalspieler Henrik Rödl wurde 2010 als erster die Ehrung zuteil. Rödls Trikotnummer 4 wird seitdem nicht mehr vergeben. Wendell Alexis wurde im Jahr 2012 für seine Verdienste klubintern geehrt. Die Trikotnummer 12, die Alexis in seiner aktiven Zeit bei Alba Berlin trug, wird seitdem ebenfalls nicht mehr an neue Spieler im Klub vergeben.

## Mannschaft

### Kader 2025/26
| Spieler | Spieler            | Spieler            | Spieler    | Spieler | Spieler | Spieler               |
| Nr.     | Nat.               | Name               | Geburt     | Größe   | Info    | Letzter Verein        |
| ------- | ------------------ | ------------------ | ---------- | ------- | ------- | --------------------- |
|         |                    | Guards (PG, SG)    |            |         |         |                       |
| 0       | Deutschland        | Jack Kayil         | 27.01.2006 | 1,91 m  | [ 57 ]  | KK Mega Basket        |
| 09      | Deutschland        | Jonas Mattisseck   | 16.01.2000 | 1,92 m  |         | LOK Bernau            |
| 0       | Vereinigte Staaten | Boogie Ellis       | 12.12.2000 | 1,85 m  | [ 58 ]  | Noblesville Boom      |
| 15      | Island             | Martin Hermannsson | 16.09.1994 | 1,91 m  |         | Valencia Basket       |
|         | Deutschland        | Anton Nufer        | 09.04.2006 | 1,99 m  |         | Team Ehingen Urspring |
|         |                    | Forwards (SF, PF)  |            |         |         |                       |
| 06      | Deutschland        | Malte Delow        | 22.04.2001 | 1,97 m  |         | SSV Lokomotive Bernau |
| 34      | Vereinigte Staaten | Justin Bean        | 17.11.1996 | 2,01 m  |         | Memphis Hustle        |
|         |                    | Center (C)         |            |         |         |                       |
| #       | Deutschland        | Norris Agbakoko    | 16.01.2000 | 2,18    | [ 59 ]  | EWE Baskets Oldenburg |

| Trainer     | Trainer             | Trainer           |
| Nat.        | Name                | Position          |
| ----------- | ------------------- | ----------------- |
| Spanien     | Pedro Calles        | Cheftrainer       |
| Deutschland | Vladimir Bogojevic  | Assistenztrainer  |
| Deutschland | Sebastian Trzcionka | Assistenztrainer  |
| Spanien     | Pepe Silva Moreno   | Athletiktrainer   |
| Spanien     | Carlos Frade        | Individualtrainer |

| Legende              | Legende                    |
| Abk.                 | Bedeutung                  |
| -------------------- | -------------------------- |
| (C)                  | Mannschaftskapitän         |
|                      | Langfristige Verletzung    |
| A-Nat.               | Nationalspieler (Erstland) |
| NBBL                 | NBBL Kader                 |
| Quellen              |                            |
| Teamhomepage         |                            |
| Ligahomepage         |                            |
| Stand: 05. Juli 2025 |                            |

| Legende              | Legende                    |
| Abk.                 | Bedeutung                  |
| -------------------- | -------------------------- |
| (C)                  | Mannschaftskapitän         |
|                      | Langfristige Verletzung    |
| A-Nat.               | Nationalspieler (Erstland) |
| NBBL                 | NBBL Kader                 |
| Quellen              |                            |
| Teamhomepage         |                            |
| Ligahomepage         |                            |
| Stand: 05. Juli 2025 |                            |

## Jugend
Seit 1992 bestand eine intensive Kooperation zur Nachwuchsförderung zwischen Alba Berlin und dem TuS Lichterfelde. Zahlreiche spätere Nationalspieler (darunter neben weiteren Ademola Okulaja, Mithat Demirel, Stefano Garris, Marko Pesic, Jörg Lütcke) wurden während der Partnerschaft ausgebildet.
Darüber hinaus konnte Alba Berlin die Mannschaft Erdgas Ehingen/Urspringschule als weiteren Kooperationsverein gewinnen. Ab der Saison 2008/2009 war Alba Berlin auch Namens- und Trikotsponsor der NBBL-Mannschaft Team Alba Urspring, der Basketballabteilung der Urspringschule in der NBBL. Die Partnerschaft endete mit dem Sponsorwechsel zu CYBEX im Jahr 2012.
Im Dezember 2005 beschloss Alba Berlin, die eigene Jugendarbeit auszubauen. Unter der Leitung von Henning Harnisch, dem damaligen Teammanager und späteren Vizepräsidenten des Vereins wurden Initiativen zur Nachwuchsförderung umgesetzt. 2010 beschäftigte Alba Berlin insgesamt 51 Trainer. 24 Jugendmannschaften waren für den Berliner Basketballverein gemeldet. Laut eigenem Leitbild hat sich Alba Berlin auf die Fahnen geschrieben, Basketballspieler „von der Kita bis zum Schulabschluss und darüber hinaus“ zu fördern. Dies geschieht im Verein, im Schulsport sowie in Zusammenarbeit mit weiteren Vereinen, Bildungseinrichtungen sowie sozialen Stellen.
Die U16 der Männer von Alba Berlin wurde 2017, 2018, 2023 und 2025 Deutscher Meister der Jugend-Basketball-Bundesliga. Die U19 der Männer von Alba wurde 2009, 2014, 2018, 2022 und 2023 Deutscher Meister der Nachwuchs-Basketball-Bundesliga.

## Frauen

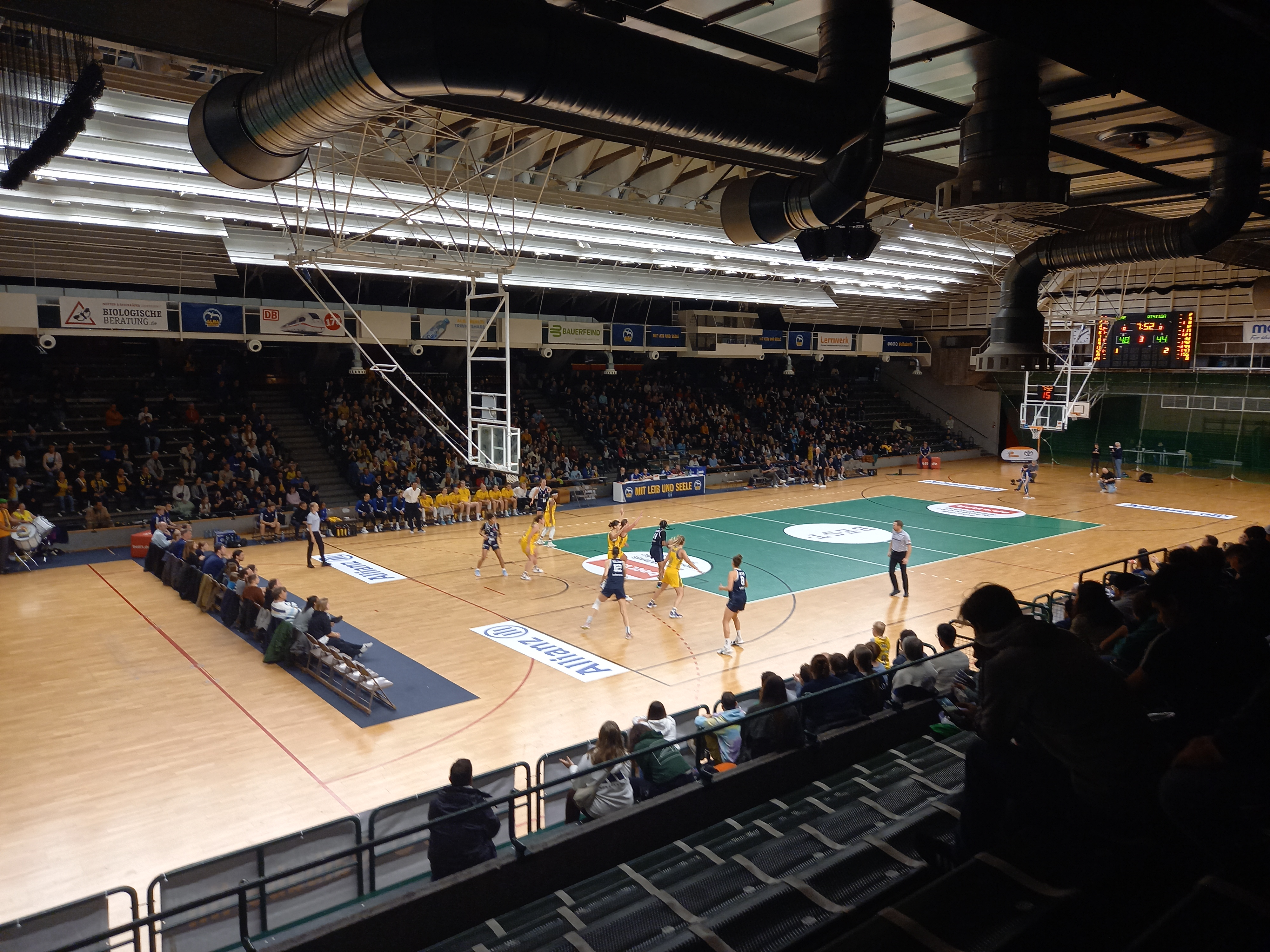
Spiel der Alba-Damen in der Sömmeringhalle in Charlottenburg (2023).

Seit der Saison 2008/09 nimmt die Frauenmannschaft von Alba Berlin an DBB-Vereinswettbewerben teil, anfangs in der Berliner Landesliga, dann in der Bezirksliga, die immer noch die niedrigste Liga darstellte. 2011 erfolgte der erste Aufstieg. Nach weiteren Aufstiegen 2013, 2015 und 2018 spielte Alba in der 2. DBBL. 2022 erfolgte der Aufstieg in die 1. Damen-Basketball-Bundesliga. Das erste Heimspiel in der 1. DBBL wurde am 23. Oktober 2022 als Doppelspieltag nach einem Spiel der Alba-Männer in der Max-Schmeling-Halle ausgetragen.
Zwei Jahre später wurde die Damenmannschaft von Alba Berlin unter der Führung von Trainer Cristo Cabrera in der Saison 2023/24 zum ersten Mal Deutscher Meister. In der Folgesaison nahm Alba daher mit dem Eurocup Women erstmals an einem internationalen Wettbewerb teil, dem zweithöchsten in Europa.

### Kader
| Kader 1. Bundesliga 2024/25 | Kader 1. Bundesliga 2024/25 | Kader 1. Bundesliga 2024/25    | Kader 1. Bundesliga 2024/25   | Kader 1. Bundesliga 2024/25 | Kader 1. Bundesliga 2024/25 | Kader 1. Bundesliga 2024/25 |
| Nr.                         | Name                        | Nation                         | Position                      | Jahrgang                    | Größe                       |                             |
| --------------------------- | --------------------------- | ------------------------------ | ----------------------------- | --------------------------- | --------------------------- | --------------------------- |
| 00                          | Maggie Mulligan             | Vereinigte Staaten             | Center                        | 1995                        | 1,93                        |                             |
| 1                           | Nafi Harz                   | Deutschland                    | Shooting Guard, Small Forward | 2006                        | 1,78                        |                             |
| 2                           | Stefanie Grigoleit          | Deutschland                    | Power Forward, Center         | 1989                        | 1,88                        |                             |
| 3                           | Theresa Simon               | Deutschland                    | Shooting Guard, Small Forward | 1998                        | 1,82                        |                             |
| 4                           | Marie Bertholdt             | Deutschland Vereinigte Staaten | Power Forward, Center         | 1995                        | 1,85                        |                             |
| 5                           | Lucy Reuß                   | Deutschland                    | Shooting Guard                | 1997                        | 1,77                        |                             |
| 6                           | Tessa Stammberger           | Deutschland Kanada             | Shooting Guard, Small Forward | 1993                        | 1,80                        |                             |
| 7                           | Leoni Kreyenfeld            | Deutschland                    | Shooting Guard, Small Forward | 2004                        | 1,80                        |                             |
| 8                           | Henriette Höfermann         | Deutschland                    | Point Guard, Shooting Guard   | 1999                        | 1,78                        |                             |
| 11                          | Nina Rosemeyer              | Deutschland                    | Small Forward, Power Forward  | 2001                        | 1,88                        |                             |
| 12                          | Lena Gohlisch               | Deutschland                    | Point Guard                   | 1993                        | 1,73                        |                             |
| 13                          | Wiebke Schwartau            | Deutschland                    | Center                        | 1999                        | 1,95                        |                             |
| 16                          | Lilli Schultze              | Deutschland                    | Power Forward, Center         | 2008                        | 1,88                        |                             |
| 21                          | Deeshyra Thomas             | Deutschland Vereinigte Staaten | Point Guard                   | 1995                        | 1,70                        |                             |
| 22                          | Rosalie Esser               | Deutschland                    | Point Guard, Shooting Guard   | 2007                        | 1,77                        |                             |
| 33                          | Emily Kiser                 | Vereinigte Staaten             | Power Forward, Center         | 2000                        | 1,90                        |                             |

### Saisonbilanzen
| Saison  | Liga                 | Hauptrunde         | Play-offs          | DBBL-Pokal    | Europa-Wettbewerbe          |
| ------- | -------------------- | ------------------ | ------------------ | ------------- | --------------------------- |
| 2008/09 | Landesliga           |                    |                    |               |                             |
| 2009/10 | Bezirksliga          |                    |                    |               |                             |
| 2010/11 | Bezirksliga          | ▲                  |                    |               |                             |
| 2011/12 | Oberliga             |                    |                    |               |                             |
| 2012/13 | Oberliga             | ▲                  |                    |               |                             |
| 2013/14 | 2. Regionalliga Ost  | 4.                 |                    |               |                             |
| 2014/15 | 2. Regionalliga Ost  | 1. ▲               |                    |               |                             |
| 2015/16 | 1. Regionalliga Nord | 4.                 | keine Play-offs    |               |                             |
| 2016/17 | 1. Regionalliga Nord | 2.                 | keine Play-offs    |               |                             |
| 2017/18 | 1. Regionalliga Nord | 1. ▲               | keine Play-offs    |               |                             |
| 2018/19 | 2. DBBL Nord         | 10.                | nicht erreicht     | 2. Runde      |                             |
| 2019/20 | 2. DBBL Nord         | 6.                 | Saison abgebrochen | Viertelfinale |                             |
| 2020/21 | 2. DBBL Nord         | Saison abgebrochen | Saison abgebrochen | 2. Runde      |                             |
| 2021/22 | 2. DBBL Nord         | 1.                 | 2. Platz ▲         | 2. Runde      |                             |
| 2022/23 | 1. DBBL              | 6.                 | 4. Platz           | 2. Runde      |                             |
| 2023/24 | 1. DBBL              | 1.                 | Meister            | 3. Platz      |                             |
| 2024/25 | 1. DBBL              | 2.                 | Halbfinale         | 3. Platz      | Eurocup Women: Gruppenphase |

## Spielstätte

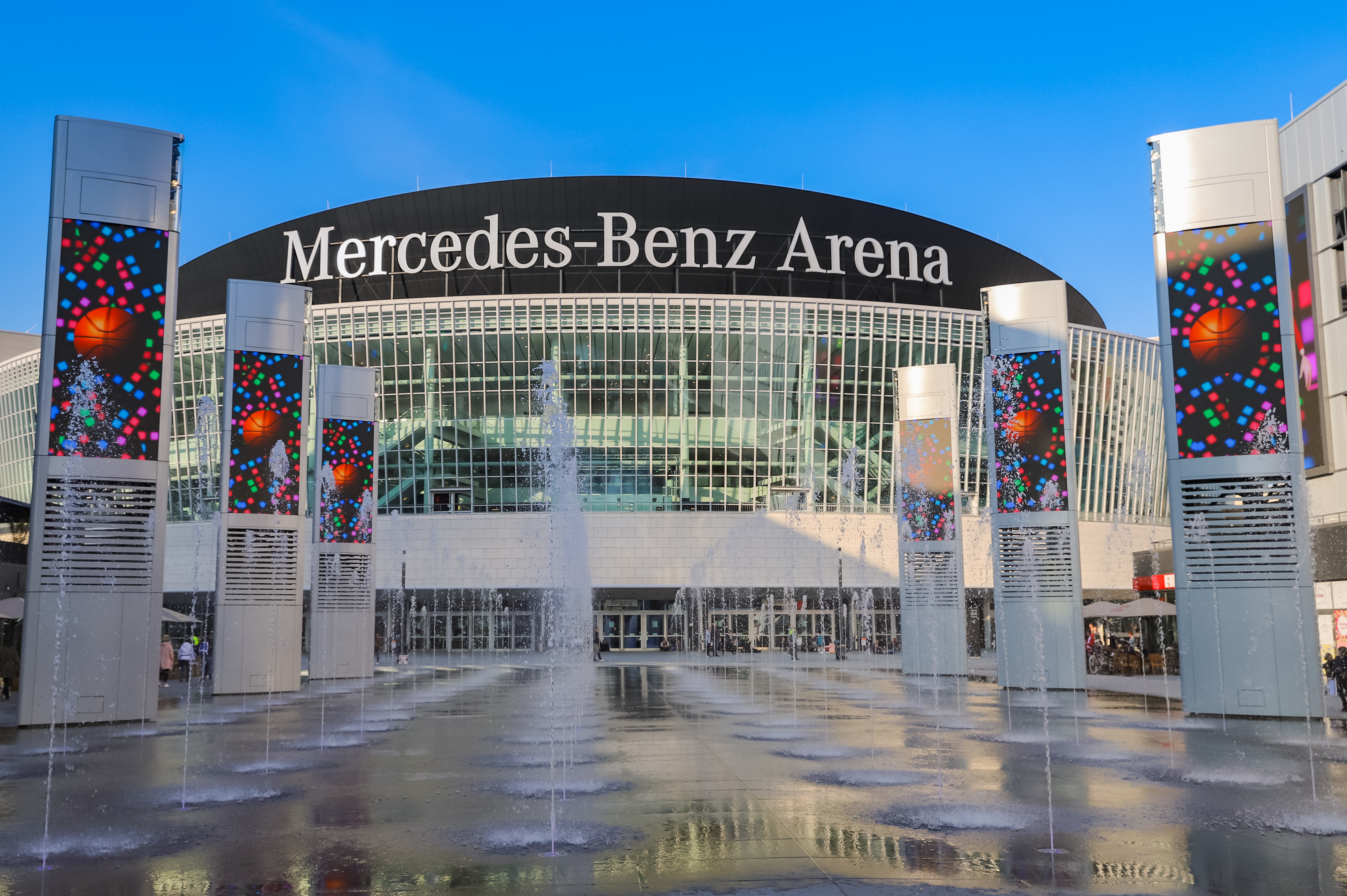
In der Mercedes-Benz Arena (heute Uber Arena) verzeichnete Alba den höchsten Zuschauerschnitt während der Spielzeit 2011/12 in Europa

Alba Berlin spielte von 1991 bis 1997 in der Sömmeringhalle (2350 Plätze) in Berlin-Charlottenburg. Der Gebäudekomplex wurde 1964 als damals größte, reine Sporthalle in West-Berlin eröffnet und entwickelte sich über die Jahrzehnte zur Heimat vieler Sportvereine u. a. dem BG Charlottenburg, aus dem Alba Berlin hervorgegangen ist.
Die Deutschlandhalle, der zu diesem Zeitpunkt größte Veranstaltungsort der Metropole, wurde im Jahr 1995 zur einmaligen Spielstätte von Alba Berlin. Unter dem damaligen Trainer Svetislav Pešić gewann das Berliner Team vor 10.000 Zuschauern durch einen 85:79-Rückspielsieg gegen Stefanel Mailand im Finale des Korać-Cups den Titel als erste deutsche Mannschaft.
1996 bezog man erstmals die Max-Schmeling-Halle (8.500 Plätze) im Bezirk Prenzlauer Berg, die ursprünglich für die Bewerbung der Olympischen Spiele 2000 errichtet wurde und blieb bis zur Saison 2007/08. In der letzten Saison, in der die Max-Schmeling-Halle als Spielstätte für die BBL-Heimspiele genutzt wurde, verzeichnete Alba Berlin einen Zuschauerschnitt von 6.908 in der Hauptrunde der BBL.
Ab der Saison 2008/09 wurde die O2 World (heute Uber Arena) im Bezirk Friedrichshain-Kreuzberg zum Austragungsort aller Heimspiele. Die für 165 Millionen Euro erbaute Multifunktionsarena bietet 59 Zuschauersuiten und bei Basketballspielen 14.500 Sitzplätze. Die Uber Arena ist damit die größte Veranstaltungshalle in Berlin und zweitgrößte Deutschlands.

### Trainingszentrum
Seit dem Jahr 2010 befindet sich das Trainingszentrum der Profimannschaft von Alba Berlin in der Schützenstraße 51 im Bezirk Mitte. Die in erster Linie Alba Berlin zur Verfügung stehende Halle wird zudem auch von Jugendmannschaften und Trägern des Breitensports genutzt. Während der Saisonvorbereitung werden in der Trainingshalle gelegentlich Testspiele unter Ausschluss der Öffentlichkeit abgehalten.

### Zuschauer
| BBL Saison | Arena               | Durchschnitt |
| ---------- | ------------------- | ------------ |
| 2015/16    | Mercedes-Benz Arena | 10.094       |
| 2016/17    | Mercedes-Benz Arena | 9.837        |
| 2017/18    | Mercedes-Benz Arena | 9.631        |
| 2018/19    | Mercedes-Benz Arena | 9.343        |

Am 7. April 2000 war Alba Berlin Teilnehmer des damals besucherstärksten Hallen-Basketballspiels in Europa. In einem Spiel der BBL gegen die Telekom Baskets Bonn kamen 18.506 Zuschauer in die Lanxess Arena (damals Köln Arena). Bis heute gilt die Begegnung als zuschauerreichste in der Geschichte der BBL.
Alba Berlin konnte in der Bundesliga-Hauptrunde 2011/12 zum vierten Mal in Folge einen neuen Zuschauerrekord aufstellen. Insgesamt kamen zu den 17 BBL-Heimspielen 186.504 Zuschauer in die Halle, was einem Rekord-Zuschauerschnitt von 10.971 pro Spiel (BBL-Zuschauerschnitt: 4322 Besucher) entsprach. Damit war die Mannschaft in dieser Saison das meistbesuchte Basketballteam in Deutschland und Europa.
2012/13 kamen in absoluten Zahlen 340.727 Fans zu insgesamt 34 Heimpartien, darunter auch Spiele der EuroLeague. Innerhalb einer Saison konnte damit ein neuer Besucherrekord verzeichnet werden.

## Ehemalige

### Kader
| Nr. | Name            | Position                     | Geburtsdatum      | Größe  | Nationalität                    |
| --- | --------------- | ---------------------------- | ----------------- | ------ | ------------------------------- |
| 4   | Henrik Rödl     | Small Forward                | 4. März 1969      | 2,01 m | Deutschland                     |
| 5   | Jörg Lütcke     | Small Forward                | 12. Dezember 1975 | 2,01 m | Deutschland                     |
| 6   | Sven Schultze   | Power Forward                | 11. Juli 1978     | 2,06 m | Deutschland                     |
| 7   | Marko Pešić     | Shooting Guard/Small Forward | 6. Dezember 1976  | 2,02 m | Deutschland                     |
| 8   | Derrick Phelps  | Point Guard                  | 31. Juli 1972     | 1,92 m | Vereinigte Staaten              |
| 9   | Teoman Öztürk   | Center                       | 5. Dezember 1967  | 2,08 m | Deutschland                     |
| 10  | Dejan Koturović | Center                       | 31. März 1972     | 2,10 m | Jugoslawien Bundesrepublik 1992 |
| 11  | Stefano Garris  | Shooting Guard/Small Forward | 21. April 1979    | 1,98 m | Deutschland                     |
| 12  | Wendell Alexis  | Power Forward                | 31. Juli 1964     | 2,04 m | Vereinigte Staaten              |
| 13  | Tommy Thorwarth | Shooting Guard               | 1. Dezember 1979  | 1,94 m | Deutschland                     |
| 14  | Stipo Papić     | Power Forward                | 20. November      | 2,04 m | Deutschland                     |
| 15  | Mithat Demirel  | Point Guard                  | 10. Mai 1978      | 1,80 m | Deutschland                     |
| --  | Guido Grünheid  | Power Forward                | 25. Oktober 1978  | 2,07 m | Deutschland                     |
| --  | Jiří Zídek      | Center                       | 2. August 1973    | 2,13 m | Tschechien                      |

| Nr. | Name               | Position                     | Geburtsdatum       | Größe  | Nationalität                    |
| --- | ------------------ | ---------------------------- | ------------------ | ------ | ------------------------------- |
| 4   | Henrik Rödl        | Small Forward                | 4. März 1969       | 2,01 m | Deutschland                     |
| 5   | Jörg Lütcke        | Small Forward                | 12. Dezember 1975  | 2,01 m | Deutschland                     |
| 6   | Jovo Stanojević    | Center                       | 27. September 1977 | 2,07 m | Jugoslawien Bundesrepublik 1992 |
| 7   | Marko Pešić        | Shooting Guard/Small Forward | 6. Dezember 1976   | 2,02 m | Deutschland                     |
| 8   | Kevin Rankin       | Center                       | 26. August 1971    | 2,10 m | Vereinigte Staaten              |
| 9   | Teoman Öztürk      | Center                       | 5. Dezember 1967   | 2,08 m | Deutschland                     |
| 10  | Mithat Demirel     | Point Guard                  | 10. Mai 1978       | 1,80 m | Deutschland                     |
| 11  | Stefano Garris     | Shooting Guard/Small Forward | 21. April 1979     | 1,98 m | Deutschland                     |
| 13  | Guido Grünheid     | Power Forward                | 25. Oktober 1982   | 2,06 m | Deutschland                     |
| 14  | Quadre Lollis      | Power Forward                | 12. April 1973     | 2,00 m | Vereinigte Staaten              |
| 15  | DeJuan Collins     | Point Guard                  | 20. November 1976  | 1,87 m | Vereinigte Staaten              |
| --  | Heiko Schaffartzik | Point Guard                  | 3. Januar 1984     | 1,81 m | Deutschland                     |
| --  | Raed Mostafa       | Small Forward                | 5. April 1984      | 1,98 m | Deutschland                     |

| Nr. | Name               | Position                     | Geburtsdatum       | Größe  | Nationalität           |
| --- | ------------------ | ---------------------------- | ------------------ | ------ | ---------------------- |
| 4   | Henrik Rödl        | Small Forward                | 4. März 1969       | 2,01 m | Deutschland            |
| 5   | John Best          | Power Forward                | 27. März 1971      | 2,04 m | Vereinigte Staaten     |
| 6   | Jovo Stanojević    | Center                       | 27. September 1977 | 2,07 m | Serbien und Montenegro |
| 7   | Marko Pešić        | Shooting Guard/Small Forward | 6. Dezember 1976   | 2,02 m | Deutschland            |
| 8   | Szymon Szewczyk    | Center                       | 21. Dezember 1982  | 2,09 m | Polen                  |
| 9   | Teoman Öztürk      | Center                       | 5. Dezember 1967   | 2,08 m | Deutschland            |
| 10  | Mithat Demirel     | Point Guard                  | 10. Mai 1978       | 1,80 m | Deutschland            |
| 11  | Stefano Garris     | Shooting Guard/Small Forward | 21. April 1979     | 1,98 m | Deutschland            |
| 12  | Vladimir Petrović  | Small Forward                | 27. Januar 1977    | 1,97 m | Serbien und Montenegro |
| 13  | Chuck Evans        | Point Guard                  | 17. Dezember 1971  | 1,80 m | Vereinigte Staaten     |
| 14  | DeJuan Collins     | Point Guard                  | 20. November 1976  | 1,87 m | Vereinigte Staaten     |
| --  | Tommy Thorwarth    | Shooting Guard               | 1. Dezember 1979   | 1,94 m | Deutschland            |
| --  | Guido Grünheid     | Power Forward                | 25. Oktober 1982   | 2,06 m | Deutschland            |
| --  | Marko Verginella   | Power Forward                | 6. Juni 1978       | 2,03 m | /                      |
| --  | Heiko Schaffartzik | Point Guard                  | 3. Januar 1984     | 1,81 m | Deutschland            |
| --  | Sascha Leutloff    | Small Forward                | 22. Oktober 1982   | 2,02 m | Deutschland            |

| Nr. | Name             | Position                     | Geburtsdatum       | Größe  | Nationalität           |
| --- | ---------------- | ---------------------------- | ------------------ | ------ | ---------------------- |
| 4   | Tanel Tein       | Shooting Guard               | 10. Januar 1978    | 1,94 m | Estland                |
| 5   | Gerald Brown     | Point Guard                  | 28. Juli 1975      | 1,91 m | Vereinigte Staaten     |
| 6   | Matej Mamić      | Small Forward                | 13. Januar 1975    | 2,03 m | Kroatien               |
| 7   | Michael Wright   | Power Forward                | 7. Januar 1980     | 2,02 m | Vereinigte Staaten     |
| 8   | Martynas Mažeika | Point Guard/Shooting Guard   | 29. Januar 1985    | 1,92 m | Litauen                |
| 9   | Jovo Stanojević  | Center                       | 27. September 1977 | 2,07 m | Serbien und Montenegro |
| 10  | Mithat Demirel   | Point Guard                  | 10. Mai 1978       | 1,80 m | Deutschland            |
| 11  | Stefano Garris   | Shooting Guard/Small Forward | 21. April 1979     | 1,98 m | Deutschland            |
| 12  | Szymon Szewczyk  | Center                       | 21. Dezember 1982  | 2,09 m | Polen                  |
| 13  | Guido Grünheid   | Power Forward                | 25. Oktober 1982   | 2,06 m | Deutschland            |
| 15  | Justin Brown     | Center                       | 13. Mai 1980       | 2,12 m | Vereinigte Staaten     |
| 16  | Sascha Leutloff  | Small Forward                | 22. Oktober 1982   | 2,02 m | Deutschland            |
| 17  | Robert Kulawick  | Point Guard/Shooting Guard   | 1. Februar 1986    | 1,91 m | Deutschland            |

| Nr. | Name             | Position                   | Geburtsdatum       | Größe  | Nationalität           |
| --- | ---------------- | -------------------------- | ------------------ | ------ | ---------------------- |
| 4   | Quadre Lollis    | Power Forward              | 12. April 1973     | 2,00 m | Vereinigte Staaten     |
| 5   | Robert Kulawick  | Point Guard/Shooting Guard | 1. Februar 1986    | 1,91 m | Deutschland            |
| 7   | Matej Mamić      | Small Forward              | 13. Januar 1975    | 2,03 m | Kroatien               |
| 8   | Martynas Mažeika | Point Guard/Shooting Guard | 29. Januar 1985    | 1,92 m | Litauen                |
| 9   | Jovo Stanojević  | Center                     | 27. September 1977 | 2,07 m | Serbien und Montenegro |
| 10  | Demond Greene    | Shooting Guard             | 15. Juni 1979      | 1,85 m | Deutschland            |
| 11  | Philip Zwiener   | Small Forward              | 23. Juli 1985      | 2,01 m | Deutschland            |
| 13  | Nenad Čanak      | Power Forward              | 24. April 1976     | 2,04 m | Serbien und Montenegro |
| 15  | Hollis Price     | Point Guard                | 29. Oktober 1979   | 1,86 m | Vereinigte Staaten     |
| 16  | Sascha Leutloff  | Small Forward              | 22. Oktober 1982   | 2,02 m | Deutschland            |
| 20  | Mike Penberthy   | Shooting Guard             | 29. November 1974  | 1,91 m | Vereinigte Staaten     |
| 24  | Luke Whitehead   | Small Forward              | 9. Februar 1981    | 1,99 m | Vereinigte Staaten     |
| 25  | Sharrod Ford     | Power Forward              | 9. September 1982  | 2,06 m | Vereinigte Staaten     |
| 55  | Stephen Arigbabu | Center                     | 15. Februar 1972   | 2,06 m | Deutschland            |

| Nr. | Name                  | Position                     | Geburtsdatum      | Größe  | Nationalität       |
| --- | --------------------- | ---------------------------- | ----------------- | ------ | ------------------ |
| 4   | Kirk Penney           | Shooting Guard               | 23. November 1980 | 1,95 m | Neuseeland         |
| 5   | Johannes Herber       | Shooting Guard/Small Forward | 17. Januar 1983   | 1,97 m | Deutschland        |
| 7   | Philip Zwiener        | Small Forward                | 23. Juli 1985     | 2,01 m | Deutschland        |
| 8   | Chris Owens           | Power Forward                | 1. März 1979      | 2,04 m | Vereinigte Staaten |
| 10  | Demond Greene         | Shooting Guard               | 15. Juni 1979     | 1,85 m | Deutschland        |
| 11  | Julius Jenkins        | Shooting Guard               | 10. Februar 1981  | 1,87 m | Vereinigte Staaten |
| 12  | Yannick Evans         | Small Forward                | 2. Mai 1986       | 2,02 m | Deutschland        |
| 13  | Nenad Čanak           | Power Forward                | 24. April 1976    | 2,04 m | Serbien            |
| 15  | Nicolai Simon         | Point Guard/Shooting Guard   | 3. Januar 1987    | 1,90 m | Deutschland        |
| 19  | Oskar Faßler          | Point Guard/Shooting Guard   | 8. Juli 1988      | 1,98 m | Deutschland        |
| 20  | Koko Archibong        | Small Forward/Power Forward  | 10. Mai 1981      | 2,05 m | /                  |
| 21  | William Avery         | Point Guard                  | 8. August 1979    | 1,88 m | Vereinigte Staaten |
| 25  | Sharrod Ford          | Power Forward                | 9. September 1982 | 2,06 m | Vereinigte Staaten |
| 44  | Ruben Boumtje-Boumtje | Center                       | 20. Mai 1978      | 2,12 m | Kamerun            |

| Nr. | Name               | Position                     | Geburtsdatum       | Größe  | Nationalität       |
| --- | ------------------ | ---------------------------- | ------------------ | ------ | ------------------ |
| 5   | Johannes Herber    | Shooting Guard/Small Forward | 17. Januar 1983    | 1,97 m | Deutschland        |
| 6   | Bobby Brown        | Point Guard                  | 24. September 1984 | 1,88 m | Vereinigte Staaten |
| 7   | Philip Zwiener     | Small Forward                | 23. Juli 1985      | 2,01 m | Deutschland        |
| 8   | Dragan Dojčin      | Small Forward/Power Forward  | 22. Januar 1976    | 2,04 m | Serbien            |
| 10  | Aleksandar Rašić   | Point Guard/Shooting Guard   | 16. März 1984      | 1,95 m | Serbien            |
| 11  | Julius Jenkins     | Shooting Guard               | 10. Februar 1981   | 1,87 m | Vereinigte Staaten |
| 12  | Goran Nikolić      | Power Forward                | 1. Juli 1976       | 2,05 m | Montenegro         |
| 13  | Patrick Femerling  | Center                       | 4. März 1975       | 2,15 m | Deutschland        |
| 15  | Nicolai Simon      | Point Guard/Shooting Guard   | 3. Januar 1987     | 1,90 m | Deutschland        |
| 16  | Yannick Evans      | Small Forward                | 2. Mai 1986        | 2,02 m | Deutschland        |
| 19  | Oskar Faßler       | Point Guard/Shooting Guard   | 8. Juli 1988       | 1,98 m | Deutschland        |
| 23  | Immanuel McElroy   | Shooting Guard/Small Forward | 25. März 1980      | 1,94 m | Vereinigte Staaten |
| 32  | Aleksandar Nađfeji | Power Forward                | 27. Oktober 1976   | 2,02 m | Serbien            |
| 51  | Mladen Pantić      | Center                       | 31. Juli 1982      | 2,10 m | Serbien            |

| Nr. | Name               | Position                     | Geburtsdatum     | Größe  | Nationalität       |
| --- | ------------------ | ---------------------------- | ---------------- | ------ | ------------------ |
| 4   | Casey Jacobsen     | Small Forward                | 19. März 1981    | 1,98 m | Vereinigte Staaten |
| 5   | Johannes Herber    | Shooting Guard/Small Forward | 17. Januar 1983  | 1,97 m | Deutschland        |
| 6   | Steffen Hamann     | Point Guard                  | 14. Juni 1981    | 1,94 m | Deutschland        |
| 7   | Philip Zwiener     | Small Forward                | 23. Juli 1985    | 2,01 m | Deutschland        |
| 8   | Dragan Dojčin      | Small Forward/Power Forward  | 22. Januar 1976  | 2,04 m | Serbien            |
| 9   | Ansu Sesay         | Power Forward                | 29. Juli 1976    | 2,06 m | Vereinigte Staaten |
| 10  | Blagota Sekulić    | Center                       | 14. März 1982    | 2,09 m | Montenegro         |
| 11  | Julius Jenkins     | Shooting Guard               | 10. Februar 1981 | 1,87 m | Vereinigte Staaten |
| 12  | Rashad Wright      | Point Guard                  | 17. März 1982    | 1,89 m | Vereinigte Staaten |
| 13  | Patrick Femerling  | Center                       | 4. März 1975     | 2,15 m | Deutschland        |
| 14  | Adam Chubb         | Center                       | 5. Juli 1981     | 2,08 m | Vereinigte Staaten |
| 16  | Andreas Seiferth   | Center                       | 23. Juni 1989    | 2,06 m | Deutschland        |
| 17  | Oliver Clay        | Power Forward                | 28. August 1987  | 2,05 m | Deutschland        |
| 19  | Oskar Faßler       | Point Guard/Shooting Guard   | 8. Juli 1988     | 1,98 m | Deutschland        |
| 23  | Immanuel McElroy   | Shooting Guard/Small Forward | 25. März 1980    | 1,94 m | Vereinigte Staaten |
| 24  | Aleksandar Nađfeji | Power Forward                | 27. Oktober 1976 | 2,03 m | Serbien            |

| Nr. | Name             | Position                     | Geburtsdatum       | Größe  | Nationalität       |
| --- | ---------------- | ---------------------------- | ------------------ | ------ | ------------------ |
| 4   | Derrick Byars    | Shooting Guard/Small Forward | 25. April 1984     | 2,01 m | Vereinigte Staaten |
| 6   | Steffen Hamann   | Point Guard                  | 14. Juni 1981      | 1,94 m | Deutschland        |
| 7   | Philip Zwiener   | Small Forward                | 23. Juli 1985      | 2,01 m | Deutschland        |
| 8   | Dragan Dojčin    | Small Forward/Power Forward  | 22. Januar 1976    | 2,04 m | Serbien            |
| 9   | Jurica Golemac   | Power Forward                | 29. Mai 1977       | 2,09 m | /                  |
| 10  | Blagota Sekulić  | Center                       | 14. März 1982      | 2,09 m | Montenegro         |
| 11  | Julius Jenkins   | Shooting Guard               | 10. Februar 1981   | 1,87 m | Vereinigte Staaten |
| 12  | Rashad Wright    | Point Guard                  | 17. März 1982      | 1,89 m | Vereinigte Staaten |
| 14  | Adam Chubb       | Center                       | 5. Juli 1981       | 2,08 m | Vereinigte Staaten |
| 16  | Cemal Nalga      | Center                       | 16. September 1987 | 2,08 m | Turkei             |
| 16  | Andreas Seiferth | Center                       | 23. Juni 1989      | 2,09 m | Deutschland        |
| 17  | Oliver Clay      | Power Forward                | 28. August 1987    | 2,05 m | Deutschland        |
| 23  | Immanuel McElroy | Shooting Guard/Small Forward | 25. März 1980      | 1,94 m | Vereinigte Staaten |
| 24  | Lucca Staiger    | Shooting Guard/Small Forward | 14. Juni 1988      | 1,96 m | Deutschland        |

| Nr. | Name                 | Position                     | Geburtsdatum       | Größe  | Nationalität       |
| --- | -------------------- | ---------------------------- | ------------------ | ------ | ------------------ |
| 6   | Sven Schultze        | Power Forward                | 11. Juli 1978      | 2,06 m | Deutschland        |
| 7   | Joey Ney             | Shooting Guard/Small Forward | 10. Dezember 1992  | 1,97 m | Deutschland        |
| 8   | Heiko Schaffartzik   | Point Guard                  | 3. Januar 1984     | 1,83 m | Deutschland        |
| 10  | Taylor Rochestie     | Point Guard                  | 1. Juli 1985       | 1,92 m | Vereinigte Staaten |
| 13  | Patrick Femerling    | Center                       | 4. März 1975       | 2,15 m | Deutschland        |
| 15  | Derrick Allen        | Power Forward                | 17. Juli 1980      | 2,04 m | Vereinigte Staaten |
| 16  | Andreas Seiferth     | Center                       | 23. Juni 1989      | 2,09 m | Deutschland        |
| 17  | Miroslav Raduljica   | Center                       | 5. Januar 1988     | 2,13 m | Serbien            |
| 20  | Tadija Dragićević    | Small Forward/Power Forward  | 28. Januar 1986    | 2,05 m | Serbien            |
| 21  | Cem-Jonathan Kleiner | Small Forward/Power Forward  | 4. August 1992     | 2,04 m | Deutschland        |
| 22  | Joshiko Saibou       | Point Guard                  | 7. März 1990       | 1,88 m | Deutschland        |
| 23  | Immanuel McElroy     | Shooting Guard/Small Forward | 25. März 1980      | 1,94 m | Vereinigte Staaten |
| 24  | Lucca Staiger        | Shooting Guard/Small Forward | 14. Juni 1988      | 1,96 m | Deutschland        |
| 34  | Yassin Idbihi        | Center                       | 24. Juli 1983      | 2,08 m | Deutschland        |
| 44  | Bryce Taylor         | Shooting Guard/Small Forward | 27. September 1986 | 1,95 m | Vereinigte Staaten |

| Nr. | Name                 | Position                     | Geburtsdatum       | Größe  | Nationalität       |
| --- | -------------------- | ---------------------------- | ------------------ | ------ | ------------------ |
| 5   | Lucca Staiger        | Shooting Guard/Small Forward | 14. Juni 1988      | 1,96 m | Deutschland        |
| 6   | Sven Schultze        | Power Forward                | 11. Juli 1978      | 2,06 m | Deutschland        |
| 7   | Joey Ney             | Shooting Guard               | 10. Dezember 1992  | 1,97 m | Deutschland        |
| 8   | Heiko Schaffartzik   | Point Guard/Shooting Guard   | 3. Januar 1984     | 1,83 m | Deutschland        |
| 9   | Ioannis Kalampokis   | Shooting Guard               | 15. August 1978    | 1,92 m | Griechenland       |
| 10  | Sebastian Fülle      | Shooting Guard               | 27. Juli 1992      | 1,92 m | Deutschland        |
| 15  | Derrick Allen        | Power Forward                | 17. Juli 1980      | 2,04 m | Vereinigte Staaten |
| 18  | Mauricio Marin       | Shooting Guard               | 21. April 1994     | 1,92 m | Deutschland        |
| 20  | Cem-Jonathan Kleiner | Small Forward/Power Forward  | 4. August 1992     | 2,04 m | Deutschland        |
| 21  | Torin Francis        | Center                       | 26. Juni 1983      | 2,10 m | Vereinigte Staaten |
| 22  | Marko Simonović      | Small Forward/Power Forward  | 30. Mai 1986       | 2,02 m | Serbien            |
| 23  | DaShaun Wood         | Point Guard                  | 29. September 1985 | 1,98 m | Vereinigte Staaten |
| 25  | Kyle Weaver          | Shooting Guard               | 18. Februar 1986   | 1,98 m | Vereinigte Staaten |
| 27  | Leon Tolksdorf       | Small Forward/Power Forward  | 27. November 1993  | 2,02 m | Deutschland        |
| 33  | Alexander Blessig    | Point Guard                  | 15. November 1993  | 1,88 m | Deutschland        |
| 34  | Yassin Idbihi        | Center                       | 24. Juli 1983      | 2,08 m | Deutschland        |
| 44  | Bryce Taylor         | Shooting Guard/Small Forward | 27. September 1986 | 1,95 m | Vereinigte Staaten |

| Nr. | Name               | Position                   | Geburtsdatum       | Größe  | Nationalität            |
| --- | ------------------ | -------------------------- | ------------------ | ------ | ----------------------- |
| 5   | Vule Avdalovic     | Shooting Guard             | 24. November 1981  | 1,87 m | Serbien                 |
| 6   | Sven Schultze      | Power Forward              | 11. Juli 1978      | 2,06 m | Deutschland             |
| 7   | Joey Ney           | Shooting Guard             | 10. Dezember 1992  | 1,97 m | Deutschland             |
| 8   | Heiko Schaffartzik | Point Guard/Shooting Guard | 3. Januar 1984     | 1,83 m | Deutschland             |
| 9   | Deon Thompson      | Power Forward              | 16. September 1988 | 2,04 m | Vereinigte Staaten      |
| 10  | Sebastian Fülle    | Shooting Guard             | 27. Juli 1992      | 1,92 m | Deutschland             |
| 11  | Derrick Byars      | Small Forward              | 25. April 1984     | 2,01 m | Bosnien und Herzegowina |
| 13  | Steven Monse       | Power Forward              | 26. Januar 1990    | 1,98 m | Deutschland             |
| 14  | Nihad Djedovic     | Small Forward              | 12. Januar 1990    | 1,96 m | /                       |
| 19  | Albert Miralles    | Center                     | 14. Mai 1982       | 2,08 m | Spanien                 |
| 21  | David Herwig       | Small Forward              | 21. April 1993     | 1,95 m | Deutschland             |
| 23  | DaShaun Wood       | Point Guard                | 29. September 1985 | 1,85 m | Vereinigte Staaten      |
| 24  | Ali Traoré         | Center                     | 28. Februar 1985   | 2,08 m | Frankreich              |
| 25  | Je'Kel Foster      | Shooting Guard             | 22. Juli 1993      | 1,91 m | Vereinigte Staaten      |
| 34  | Yassin Idbihi      | Center                     | 24. Juli 1983      | 2,08 m | Deutschland             |
| 44  | Zach Morley        | Small Forward              | 25. April 1983     | 2,03 m | Vereinigte Staaten      |

| Nr. | Name                       | Position       | Geburtsdatum      | Größe  | Nationalität       |
| --- | -------------------------- | -------------- | ----------------- | ------ | ------------------ |
| 5   | David Logan                | Point Guard    | 26. Dezember 1982 | 1,83 m | Vereinigte Staaten |
| 6   | Sven Schultze              | Power Forward  | 11. Juli 1978     | 2,06 m | Deutschland        |
| 7   | Alex King                  | Small Forward  | 20. Februar 1985  | 2,00 m | Deutschland        |
| 8   | Ismet Akpinar              | Point Guard    | 22. Mai 1995      | 1,90 m | Deutschland        |
| 10  | Sebastian Fülle            | Shooting Guard | 27. Juli 1992     | 1,91 m | Deutschland        |
| 11  | Akeem Vargas               | Shooting Guard | 29. April 1990    | 1,92 m | Deutschland        |
| 14  | Levon Kendall              | Power Forward  | 4. Juli 1984      | 2,09 m | Kanada             |
| 15  | Reggie Redding             | Small Forward  | 18. Juli 1988     | 1,93 m | Vereinigte Staaten |
| 17  | Bar Timor                  | Shooting Guard | 2. März 1992      | 1,91 m | /                  |
| 18  | Jonas Wohlfarth-Bottermann | Center         | 20. Februar 1990  | 2,08 m | Deutschland        |
| 19  | Vojdan Stojanovski         | Shooting Guard | 9. Dezember 1987  | 1,94 m | Nordmazedonien     |
| 24  | Jan Jagla                  | Power Forward  | 25. Juni 1981     | 2,13 m | Deutschland        |
| 25  | Clifford Hammonds          | Point Guard    | 18. Dezember 1985 | 1,91 m | Vereinigte Staaten |
| 43  | Leon Radosevic             | Center         | 26. Februar 1990  | 2,07 m | Kroatien           |
| 55  | Uros Slokar                | Center         | 15. Mai 1983      | 2,10 m | Slowenien          |

| Nr. | Name                       | Position       | Geburtsdatum       | Größe  | Nationalität       |
| --- | -------------------------- | -------------- | ------------------ | ------ | ------------------ |
| 5   | Niels Giffey               | Shooting Guard | 8. Juni 1991       | 2,00 m | Deutschland        |
| 6   | Kevin Wohlrath             | Small Forward  | 15. Februar 1995   | 1,96 m | Deutschland        |
| 7   | Alex King                  | Small Forward  | 20. Februar 1985   | 2,00 m | Deutschland        |
| 8   | Ismet Akpinar              | Point Guard    | 22. Mai 1995       | 1,90 m | Deutschland        |
| 9   | Jonathan Tabu              | Shooting Guard | 7. November 1985   | 1,91 m | Belgien            |
| 11  | Akeem Vargas               | Shooting Guard | 29. April 1990     | 1,92 m | Deutschland        |
| 15  | Reggie Redding             | Small Forward  | 18. Juli 1988      | 1,93 m | Vereinigte Staaten |
| 18  | Jonas Wohlfarth-Bottermann | Center         | 20. Februar 1990   | 2,08 m | Deutschland        |
| 19  | Vojdan Stojanovski         | Shooting Guard | 9. Dezember 1987   | 1,94 m | Nordmazedonien     |
| 20  | Marko Banic                | Power Forward  | 31. August 1985    | 2,04 m | Kroatien           |
| 20  | Alex Renfroe               | Point Guard    | 23. Mai 1986       | 1,91 m | Vereinigte Staaten |
| 21  | Moritz Wagner              | Power Forward  | 26. April 1997     | 2,04 m | Deutschland        |
| 22  | Martin Seiferth            | Center         | 18. September 1990 | 2,08 m | Deutschland        |
| 25  | Clifford Hammonds          | Point Guard    | 18. Dezember 1985  | 1,91 m | Vereinigte Staaten |
| 33  | Jamel McLean               | Power Forward  | 18. April 1988     | 2,03 m | Deutschland        |
| 35  | Jannik Freese              | Center         | 13. August 1986    | 2,11 m | Deutschland        |
| 43  | Leon Radosevic             | Center         | 26. Februar 1990   | 2,07 m | Kroatien           |

| Nr. | Name                       | Position       | Geburtsdatum       | Größe  | Nationalität            |
| --- | -------------------------- | -------------- | ------------------ | ------ | ----------------------- |
| 5   | Niels Giffey               | Shooting Guard | 8. Juni 1991       | 2,00 m | Deutschland             |
| 6   | Robert Lowery              | Point Guard    | 23. Dezember 1987  | 1,88 m | Vereinigte Staaten      |
| 7   | Alex King                  | Small Forward  | 20. Februar 1985   | 2,00 m | Deutschland             |
| 8   | Ismet Akpinar              | Point Guard    | 22. Mai 1995       | 1,90 m | Deutschland             |
| 9   | Elmedin Kikanović          | Center         | 2. September 1988  | 2,11 m | Bosnien und Herzegowina |
| 10  | Krešimir Lončar            | Power Forward  | 12. Februar 1983   | 2,08 m | Deutschland             |
| 11  | Akeem Vargas               | Shooting Guard | 29. April 1990     | 1,92 m | Deutschland             |
| 15  | Marc Liyanage              | Small Forward  | 9. Februar 1990    | 1,98 m | Deutschland             |
| 18  | Jonas Wohlfarth-Bottermann | Center         | 20. Februar 1990   | 2,08 m | Deutschland             |
| 20  | Jannes Hundt               | Point Guard    | 4. November 1996   | 1,84 m | Deutschland             |
| 21  | Dragan Milosavljevic       | Shooting Guard | 11. April 1989     | 1,98 m | Serbien                 |
| 22  | Will Cherry                | Point Guard    | 8. Februar 1991    | 1,85 m | Vereinigte Staaten      |
| 23  | Jordan Taylor              | Point Guard    | 30. September 1989 | 1,85 m | Vereinigte Staaten      |
| 24  | Brandon Ashley             | Power Forward  | 15. Juli 1994      | 2,06 m | Vereinigte Staaten      |
| 32  | Robert Glöckner            | Power Forward  | 9. August 1996     | 2,02 m | Deutschland             |
| 50  | Mitchell Watt              | Center         | 14. Dezember 1997  | 2,08 m | Vereinigte Staaten      |

| Nr. | Name                 | Position       | Geburtsdatum      | Größe  | Nationalität            |
| --- | -------------------- | -------------- | ----------------- | ------ | ----------------------- |
| 5   | Niels Giffey         | Shooting Guard | 8. Juni 1991      | 2,00 m | Deutschland             |
| 6   | Jonathan Malu        | Center         | 19. März 1993     | 2,00 m | Deutschland             |
| 7   | Peyton Siva          | Point Guard    | 20. Oktober 1990  | 1,83 m | Vereinigte Staaten      |
| 8   | Ismet Akpinar        | Point Guard    | 22. Mai 1995      | 1,90 m | Deutschland             |
| 9   | Elmedin Kikanović    | Center         | 2. September 1988 | 2,11 m | Bosnien und Herzegowina |
| 10  | Tim Schneider        | Power Forward  | 1. September 1997 | 2,02 m | Deutschland             |
| 11  | Akeem Vargas         | Shooting Guard | 29. April 1990    | 1,92 m | Deutschland             |
| 13  | Malcolm Miller       | Small Forward  | 6. März 1993      | 2,00 m | Vereinigte Staaten      |
| 14  | Engin Atsür          | Point Guard    | 2. April 1985     | 1,89 m | Turkei                  |
| 15  | Bogdan Radosavljević | Center         | 11. Juli 1993     | 2,13 m | Deutschland             |
| 20  | Jannes Hundt         | Point Guard    | 4. November 1996  | 1,84 m | Deutschland             |
| 21  | Dragan Milosavljevic | Shooting Guard | 11. April 1989    | 1,98 m | Serbien                 |
| 22  | Gerald Robinson      | Shooting Guard | 10. Februar 1989  | 1,85 m | Vereinigte Staaten      |
| 23  | Carl English         | Shooting Guard | 2. Februar 1981   | 1,96 m | Kanada                  |
| 23  | Dominique Johnson    | Small Forward  | 9. Juni 1987      | 1,91 m | Vereinigte Staaten      |
| 25  | Ferdinand Zylka      | Shooting Guard | 11. April 1998    | 1,90 m | Deutschland             |
| 32  | Paul Carter          | Power Forward  | 2. Juni 1987      | 2,05 m | Vereinigte Staaten      |
| 33  | Tony Gaffney         | Power Forward  | 14. November 1984 | 2,06 m | Vereinigte Staaten      |

| Nr. | Name                 | Position       | Geburtsdatum      | Größe  | Nationalität       |
| --- | -------------------- | -------------- | ----------------- | ------ | ------------------ |
| 0   | Jonas Mattisseck     | Point Guard    | 16. Januar 2000   | 1,94 m | Deutschland        |
| 0   | Franz Wagner         | Small Forward  | 27. August 2001   | 2,00 m | Deutschland        |
| 1   | Joshiko Saibou       | Point Guard    | 7. März 1990      | 1,88 m | Deutschland        |
| 3   | Peyton Siva          | Point Guard    | 20. Oktober 1990  | 1,83 m | Vereinigte Staaten |
| 5   | Niels Giffey         | Shooting Guard | 8. Juni 1991      | 2,00 m | Deutschland        |
| 6   | Bennet Hundt         | Point Guard    | 20. August 1998   | 1,80 m | Deutschland        |
| 7   | Steve Vasturia       | Shooting Guard | 10. Februar 1995  | 1,96 m | Vereinigte Staaten |
| 10  | Tim Schneider        | Power Forward  | 1. September 1997 | 2,02 m | Deutschland        |
| 11  | Akeem Vargas         | Shooting Guard | 29. April 1990    | 1,92 m | Deutschland        |
| 13  | Marius Grigonis      | Small Forward  | 26. April 1994    | 1,98 m | Litauen            |
| 15  | Bogdan Radosavljević | Center         | 11. Juli 1993     | 2,13 m | Deutschland        |
| 16  | Kresimir Nikic       | Center         | 16. April 1999    | 2,15 m | Kroatien           |
| 21  | Spencer Butterfield  | Shooting Guard | 11. Oktober 1992  | 1,91 m | Vereinigte Staaten |
| 41  | Hendrik Drescher     | Power Forward  | 21. März 2000     | 2,04 m | Deutschland        |
| 42  | Dennis Clifford      | Center         | 29. Februar 1992  | 2,16 m | Vereinigte Staaten |
| 43  | Luke Sikma           | Power Forward  | 30. Juli 1989     | 2,03 m | Vereinigte Staaten |
| 44  | Stefan Peno          | Point Guard    | 3. August 1997    | 1,94 m | Serbien            |

| Nr. | Name               | Position       | Geburtsdatum       | Größe  | Nationalität       |
| --- | ------------------ | -------------- | ------------------ | ------ | ------------------ |
| 1   | Joshiko Saibou     | Point Guard    | 7. März 1990       | 1,88 m | Deutschland        |
| 3   | Peyton Siva        | Point Guard    | 20. Oktober 1990   | 1,83 m | Vereinigte Staaten |
| 5   | Niels Giffey       | Shooting Guard | 8. Juni 1991       | 2,00 m | Deutschland        |
| 6   | Bennet Hundt       | Point Guard    | 3. April 1995      | 1,85 m | Vereinigte Staaten |
| 7   | Derrick Walton Jr. | Shooting Guard | 10. Februar 1995   | 1,96 m | Vereinigte Staaten |
| 9   | Jonas Mattisseck   | Point Guard    | 16. Januar 2000    | 1,94 m | Deutschland        |
| 10  | Tim Schneider      | Power Forward  | 1. September 1997  | 2,02 m | Deutschland        |
| 13  | Clint Chapman      | Center         | 6. März 1989       | 2,08 m | Vereinigte Staaten |
| 15  | Martin Hermannsson | Point Guard    | 16. September 1994 | 1,91 m | Island             |
| 16  | Kresimir Nikic     | Center         | 16. April 1999     | 2,15 m | Kroatien           |
| 22  | Franz Wagner       | Small Forward  | 27. August 2001    | 2,01 m | Deutschland        |
| 25  | Kenneth Ogbe       | Shooting Guard | 16. November 1994  | 1,98 m | Deutschland        |
| 31  | Rokas Giedraitis   | Small Forward  | 16. August 1992    | 2,01 m | Litauen            |
| 32  | Johannes Thiemann  | Power Forward  | 9. Februar 1994    | 2,06 m | Deutschland        |
| 33  | Dennis Clifford    | Center         | 29. Februar 1992   | 2,13 m | Vereinigte Staaten |
| 35  | Landry Nnoko       | Center         | 9. April 1994      | 2,08 m | Kamerun            |
| 43  | Luke Sikma         | Power Forward  | 30. Juli 1989      | 2,03 m | Vereinigte Staaten |
| 44  | Stefan Peno        | Point Guard    | 3. August 1997     | 1,94 m | Serbien            |

| Nr. | Name                 | Position       | Geburtsdatum       | Größe  | Nationalität       |
| --- | -------------------- | -------------- | ------------------ | ------ | ------------------ |
| 1   | Makai Mason          | Point Guard    | 4. Mai 1995        | 1,85 m | Deutschland        |
| 2   | Bogdan Radosavljević | Center         | 11. Juli 1993      | 2,13 m | Deutschland        |
| 3   | Peyton Siva          | Point Guard    | 20. Oktober 1990   | 1,83 m | Vereinigte Staaten |
| 5   | Niels Giffey         | Shooting Guard | 8. Juni 1991       | 2,00 m | Deutschland        |
| 6   | Malte Delow          | Shooting Guard | 22. April 2001     | 1,99 m | Deutschland        |
| 8   | Marcus Eriksson      | Small Forward  | 5. Dezember 1993   | 2,01 m | Schweden           |
| 9   | Jonas Mattisseck     | Point Guard    | 16. Januar 2000    | 1,94 m | Deutschland        |
| 10  | Tim Schneider        | Power Forward  | 1. September 1997  | 2,02 m | Deutschland        |
| 11  | Lorenz Brenneke      | Power Forward  | 2. Januar 2000     | 2,04 m | Deutschland        |
| 15  | Martin Hermannsson   | Point Guard    | 16. September 1994 | 1,91 m | Island             |
| 16  | Kresimir Nikic       | Center         | 16. April 1999     | 2,15 m | Kroatien           |
| 25  | Kenneth Ogbe         | Shooting Guard | 16. November 1994  | 1,98 m | Deutschland        |
| 31  | Rokas Giedraitis     | Small Forward  | 16. August 1992    | 2,01 m | Litauen            |
| 32  | Johannes Thiemann    | Center         | 9. Februar 1994    | 2,06 m | Deutschland        |
| 34  | Tyler Cavanaugh      | Power Forward  | 9. Februar 1994    | 2,06 m | Vereinigte Staaten |
| 35  | Landry Nnoko         | Center         | 9. April 1994      | 2,08 m | Kamerun            |
| 43  | Luke Sikma           | Power Forward  | 30. Juli 1989      | 2,03 m | Vereinigte Staaten |
| 44  | Stefan Peno          | Point Guard    | 3. August 1997     | 1,94 m | Serbien            |

| Nr. | Name              | Position       | Geburtsdatum       | Größe  | Nationalität       |
| --- | ----------------- | -------------- | ------------------ | ------ | ------------------ |
| 0   | Maodo Lo          | Point Guard    | 31. Dezember 1992  | 1,91 m | Deutschland        |
| 3   | Peyton Siva       | Point Guard    | 20. Oktober 1990   | 1,83 m | Vereinigte Staaten |
| 5   | Niels Giffey      | Shooting Guard | 8. Juni 1991       | 2,00 m | Deutschland        |
| 6   | Malte Delow       | Shooting Guard | 22. April 2001     | 1,99 m | Deutschland        |
| 8   | Marcus Eriksson   | Small Forward  | 5. Dezember 1993   | 2,01 m | Schweden           |
| 9   | Jonas Mattisseck  | Point Guard    | 16. Januar 2000    | 1,94 m | Deutschland        |
| 10  | Tim Schneider     | Power Forward  | 1. September 1997  | 2,02 m | Deutschland        |
| 11  | Lorenz Brenneke   | Power Forward  | 2. Januar 2000     | 2,04 m | Deutschland        |
| 16  | Kresimir Nikic    | Center         | 16. April 1999     | 2,15 m | Kroatien           |
| 19  | Louis Olinde      | Small Forward  | 19. März 1998      | 2,05 m | Deutschland        |
| 20  | Simone Fontecchio | Small Forward  | 9. Dezember 1995   | 2,03 m | Italien            |
| 31  | Christ Koumadje   | Center         | 7. Juli 1996       | 2,21 m | Tschad             |
| 32  | Johannes Thiemann | Center         | 9. Februar 1994    | 2,06 m | Deutschland        |
| 33  | Jayson Granger    | Point Guard    | 15. September 1989 | 1,89 m | Uruguay            |
| 43  | Luke Sikma        | Power Forward  | 30. Juli 1989      | 2,03 m | Vereinigte Staaten |
| 50  | Ben Lammers       | Center         | 12. November 1995  | 2,08 m | Vereinigte Staaten |

| Nr. | Name              | Position       | Geburtsdatum       | Größe  | Nationalität       |
| --- | ----------------- | -------------- | ------------------ | ------ | ------------------ |
| 0   | Maodo Lo          | Point Guard    | 31. Dezember 1992  | 1,91 m | Deutschland        |
| 1   | Oscar da Silva    | Power Forward  | 21. September 1998 | 2,06 m | /                  |
| 2   | Nils Machowski    | Point Guard    | 21. September 2004 | 1,90 m | Deutschland        |
| 3   | Jaleen Smith      | Shooting Guard | 24. November 1994  | 1,90 m | /                  |
| 6   | Malte Delow       | Shooting Guard | 22. April 2001     | 1,99 m | Deutschland        |
| 8   | Marcus Eriksson   | Small Forward  | 5. Dezember 1993   | 2,01 m | Schweden           |
| 9   | Jonas Mattisseck  | Point Guard    | 16. Januar 2000    | 1,94 m | Deutschland        |
| 10  | Tim Schneider     | Power Forward  | 1. September 1997  | 2,08 m | Deutschland        |
| 11  | Rikus Schulte     | Power Forward  | 1. Juni 2006       | 2,00 m | Deutschland        |
| 16  | Kresimir Nikic    | Center         | 16. April 1999     | 2,15 m | Kroatien           |
| 19  | Louis Olinde      | Small Forward  | 19. März 1998      | 2,05 m | Deutschland        |
| 21  | Christ Koumadje   | Center         | 7. Juli 1996       | 2,21 m | Tschad             |
| 25  | Elias Rapieque    | Small Forward  | 25. Februar 2004   | 2,00 m | Deutschland        |
| 32  | Johannes Thiemann | Center         | 9. Februar 1994    | 2,06 m | Deutschland        |
| 43  | Luke Sikma        | Power Forward  | 30. Juli 1989      | 2,03 m | Vereinigte Staaten |
| 44  | Stefan Peno       | Point Guard    | 3. August 1997     | 1,94 m | Serbien            |
| 45  | Tamir Blatt       | Point Guard    | 4. Mai 1997        | 1,78 m | Israel             |
| 50  | Yovel Zoosman     | Small Forward  | 12. Mai 1998       | 2,03 m | Israel             |
| 55  | Ben Lammers       | Center         | 12. November 1995  | 2,08 m | Vereinigte Staaten |

| Nr. | Name              | Position       | Geburtsdatum       | Größe  | Nationalität       |
| --- | ----------------- | -------------- | ------------------ | ------ | ------------------ |
| 0   | Maodo Lo          | Point Guard    | 31. Dezember 1992  | 1,91 m | Deutschland        |
| 1   | Gabriele Procida  | Shooting Guard | 1. Juni 2002       | 1,98 m | Italien            |
| 2   | Nils Machowski    | Point Guard    | 21. September 2004 | 1,90 m | Deutschland        |
| 3   | Jaleen Smith      | Shooting Guard | 24. November 1994  | 1,90 m | /                  |
| 6   | Malte Delow       | Shooting Guard | 22. April 2001     | 1,99 m | Deutschland        |
| 7   | Yanni Wetzell     | Center         | 8. Juli 1996       | 2,06 m | /                  |
| 8   | Marcus Eriksson   | Small Forward  | 5. Dezember 1993   | 2,01 m | Schweden           |
| 9   | Jonas Mattisseck  | Point Guard    | 16. Januar 2000    | 1,94 m | Deutschland        |
| 10  | Tim Schneider     | Power Forward  | 1. September 1997  | 2,08 m | Deutschland        |
| 11  | Rikus Schulte     | Power Forward  | 1. Juni 2006       | 2,00 m | Deutschland        |
| 19  | Louis Olinde      | Small Forward  | 19. März 1998      | 2,05 m | Deutschland        |
| 20  | Abdulah Kamerić   | Point Guard    | 7. August 2000     | 1,92 m | Vereinigte Staaten |
| 21  | Christ Koumadje   | Center         | 7. Juli 1996       | 2,21 m | Tschad             |
| 25  | Elias Rapieque    | Small Forward  | 25. Februar 2004   | 2,00 m | Deutschland        |
| 32  | Johannes Thiemann | Center         | 9. Februar 1994    | 2,06 m | Deutschland        |
| 43  | Luke Sikma        | Power Forward  | 30. Juli 1989      | 2,03 m | Vereinigte Staaten |
| 44  | Ben Lammers       | Center         | 12. November 1995  | 2,08 m | Vereinigte Staaten |
| 45  | Tamir Blatt       | Point Guard    | 4. Mai 1997        | 1,78 m | Israel             |
| 50  | Yovel Zoosman     | Small Forward  | 12. Mai 1998       | 2,03 m | Israel             |

| Nr. | Name               | Position       | Geburtsdatum       | Größe  | Nationalität       |
| --- | ------------------ | -------------- | ------------------ | ------ | ------------------ |
| 0   | Sterling Brown     | Small Forward  | 10. Februar 1995   | 1,96 m | Vereinigte Staaten |
| 1   | Gabriele Procida   | Shooting Guard | 1. Juni 2002       | 1,98 m | Italien            |
| 3   | Matteo Spagnolo    | Point Guard    | 10. Januar 2003    | 1,93 m | Italien            |
| 5   | Yanni Wetzell      | Center         | 8. Juli 1996       | 2,06 m | /                  |
| 6   | Malte Delow        | Small Forward  | 22. April 2001     | 1,97 m | Deutschland        |
| 7   | Anton Nufer        | Shooting Guard | 9. April 2006      | 1,99 m | Deutschland        |
| 9   | Jonas Mattisseck   | Point Guard    | 16. Januar 2000    | 1,94 m | Deutschland        |
| 10  | Tim Schneider      | Power Forward  | 1. September 1997  | 2,08 m | Deutschland        |
| 11  | Matt Thomas        | Shooting Guard | 4. August 1994     | 1,91 m | Vereinigte Staaten |
| 14  | Linus Ruf          | Center         | 21. Juli 2005      | 2,11 m | Deutschland        |
| 15  | Martin Hermannsson | Point Guard    | 16. September 1994 | 1,91 m | Island             |
| 16  | Kresimir Nikic     | Center         | 16. April 1999     | 2,15 m | Kroatien           |
| 18  | Ziga Samar         | Point Guard    | 26. Januar 2001    | 1,97 m | Slowenien          |
| 19  | Louis Olinde       | Small Forward  | 19. März 1998      | 2,05 m | Deutschland        |
| 21  | Khalifa Koumadje   | Center         | 7. Juli 1996       | 2,21 m | Tschad             |
| 22  | Amon Levi Dörries  | Power Forward  | 3. Januar 2006     | 2,10 m | Deutschland        |
| 25  | Elias Rapieque     | Small Forward  | 25. Februar 2004   | 2,00 m | Deutschland        |
| 32  | Johannes Thiemann  | Center         | 9. Februar 1994    | 2,06 m | Deutschland        |
| 34  | Justin Bean        | Power Forward  | 17. November 1996  | 2,01 m | Vereinigte Staaten |

### Trainer
| - Faruk Kulenović (1991–1993) (96-0-59) - Svetislav Pešić (1993–2000) (284-2-111) - Emir Mutapčić (2000–2005) (158-0-88) | - Henrik Rödl (2005–2007) (90-0-44) - Luka Pavićević (2007–2011) (141-2-71) - Muli Katzurin (2011–2011) (20-0-16) | - Gordon Herbert (2011–2012) (34-0-19) - Saša Obradović (2012–2016) (164-1-96) - Ahmet Caki (2016–2017) (22-0-22) | - Thomas Päch (04/05 2017) (2-0-4) - Aíto García Reneses (2017–2021) (137-0-61) - Israel González (2021–03/2025) - Pedro Calles (seit 03/2025) |

- Trainer (Spielzeiten) (Siege-Unentschieden-Niederlagen)[85]

### Spieler
| - Matthias Strauss (1990–1993) - Teo Öztürk (1991–1997, 2000–2004) - Uwe Blab (1991–1993) - Stephan Baeck (1992–1996) - Hansi Gnad (1993–1994) - Henrik Rödl (1993–2004) - Ademola Okulaja (1994–1996, 1999–00) - Gunther Behnke (1994–1996) - Jörg Lütcke (1995–2003) - Henning Harnisch (1996–1998) | - Marko Pešić (1997–1999, 2000–2004) - Mithat Demirel (1998–1999, 2001–2005) - Nino Garris (1999–2005) - Demond Greene (2005–2007) - Zoran Radović (1990–1992) - Teoman Alibegović (1993–1996) - Saša Obradović (1994–1997) - Wassili Karassjow (1997–1998) - Dejan Koturović (2000–2002) - Matej Mamić (2004–2006) | - Jovo Stanojević (2002–2007) - Wendell Alexis (1996–2002) - Hollis Price (2005–2006, 2010–2011) - Immanuel McElroy (2008–2011) - Julius Jenkins (2005–2011) - Niels Giffey (2014–2021) - Luke Sikma (2017–2023) - Maodo Lô (2020–2023) - Marcus Eriksson (2019–2024) - Johannes Thiemann (2018–2024) |

## Klubkultur

### Fans

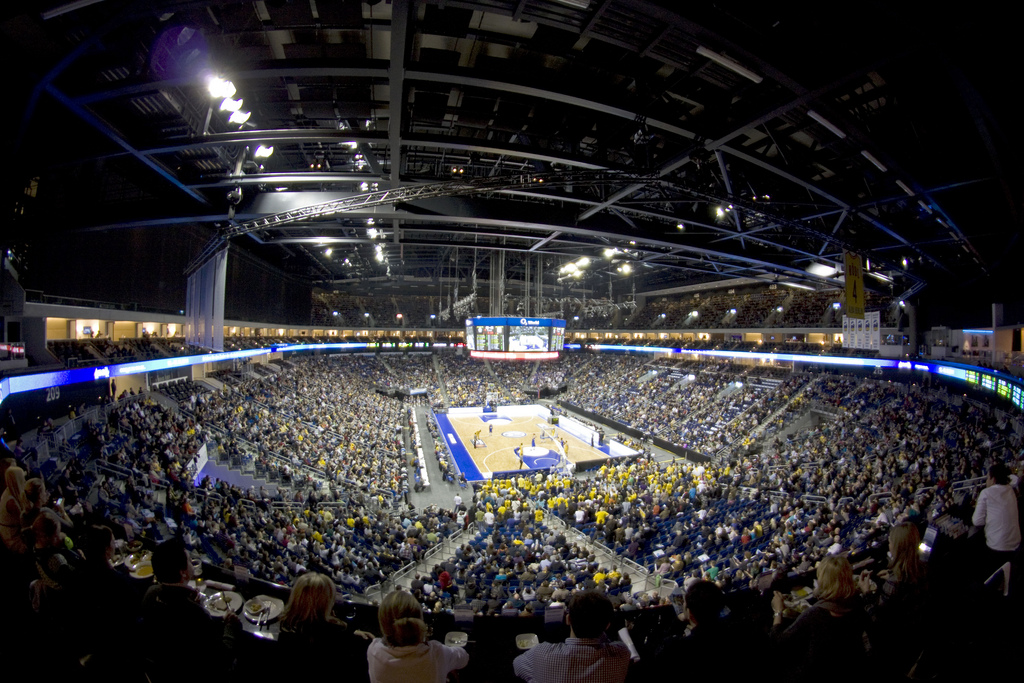
Freunde und Fans des Berliner Basketballklubs

Alba Berlin hat eine ausgeprägte Fanszene und zählt deutschlandweit wie auch international zu den großen Zuschauermagneten. Mit im Schnitt rund 10.000 Besuchern pro Heimspiel sind die Partien des Berliner Klubs eine der populärsten Basketballveranstaltungen in Europa.
Der in der Saison 1992/93 in Berlin gegründete Fanverein Alba-Tross hat eine Mitgliederzahl von über 300 und organisiert unter anderem Fahrten zu Auswärtsspielen von Alba Berlin. Der Fanclub Block 212 wurde 2011 etabliert und hat sich seitdem als Sprachrohr der Fanszene etabliert. Sie stellen bei den Spielen den Vorsänger sowie Taktgeber an der Trommel und veränderten so durch ihre Gesänge und Schlachtrufe die Unterstützung, weg von reinem Trommeln. Außerdem setzte Block 212 zahlreiche Choreografien um. Die intensive Stimmung in der Arena wird neben den Fanblöcken von vielen Zuschauern mitgetragen. Das Publikum ist für Anfeuerungsrufe während knapper Spielstände vor dem Schluss eines Viertels oder in der Endphase des Spiels bekannt.
Die Freunde des Hauptstadtklubs sind häufig in den Vereinsfarben oder mit den Alba-Trikots der Saison gekleidet. Goldgelbe Brillen, Kappen, Perücken, Basketballhemden, Berliner Landesflaggen oder T-Shirts mit Berliner Symbolik sind typische Accessoires für die Fans von Alba Berlin. Einige Anhänger gestalten ihre Fan-Kleidung für jedes Spiel neu.

### Tanzformation

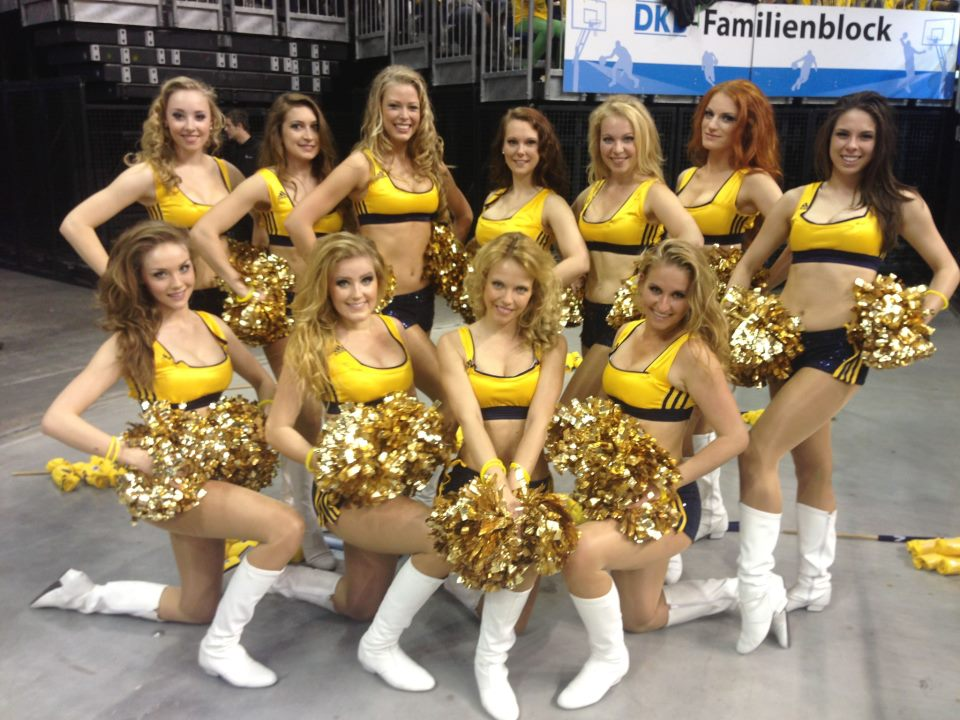
Alba Dancers 2013

Die Tanzformation des Klubs wurde 1996 als Alba Berlin Danceteam gegründet und konnte bei nationalen Cheerleader-Wettbewerben bereits zahlreiche Preise gewinnen. 2013 belegten die Berliner Tänzerinnen beim EFES Dance Square Off Finale der EuroLeague in Moskau den zweiten Platz. Mehrfach nahmen die Alba Dancers an Weltmeisterschaften im Cheerleading teil. Vor jeder Saison gibt es Talentwettbewerbe, um die Teilnehmerinnen der zukünftigen Tanzformation zu ermitteln.
Die Heimspiele von Alba Berlin wurden bis 2019 von Cheerleadern der Alba Dancers begleitet. Die Gruppe Tänzerinnen bestand aus rund 20 Mitgliedern und wurde seit 2011 von Valesca Stix trainiert. 2019 gab der Vorstand bekannt, dass die Auftritte der Alba Dancers künftig aus dem Programm genommen würden.
Die Tänzerinnen des Alba Berlin Danceteams treten auch außerhalb von Sportveranstaltungen auf und betreiben eine eigene Instagram-Seite.

### Maskottchen
Seit der Saison 1994/95 unterstützt der „Albatros“ als Maskottchen das Team von Alba Berlin. Vor Beginn des Spiels, während die Basketballer in die Arena einlaufen, klatscht der Albatros mit jedem Spieler ab. Während des Spiels sorgt er für gute Laune in der Arena, macht Späße, läuft durch die Reihen und lässt sich fotografieren.

### Filmografie
In der deutschen Spielfilmkomödie Wo ist Fred? von 2006 nimmt ein Basketballspiel von Alba Berlin in der Max-Schmeling-Halle eine prominente Rolle ein.
Am 3. Dezember 2011 trat Alba-Spieler Heiko Schaffartzik in der ZDF-Unterhaltungssendung Wetten, dass..? auf. Der Kapitän der Berliner Basketballmannschaft trat gegen eine Wettkandidatin, die deutsche Golf-Nationalspielerin Ann-Kathrin Lindner, an.
Im Jahr 2013 wurden das Basketballteam Alba Berlin und die Metropole Berlin zum Schauplatz eines Dokumentarfilms des amerikanischen Sportsenders ESPN. Unter dem Titel Basketball Capitals wurden in dem 30-minütigen Film die Fanszene des Klubs sowie die Vereinsgeschichte dargestellt. Neben Berlin als bedeutender europäischer Basketballmetropole wurden in weiteren Teilen der Dokumentarreihe auch Madrid, Istanbul und Athen porträtiert.
In dem 2013 erschienenen Basketball-Videospiel NBA 2K14 des Software-Produzenten 2K Games steht die Mannschaft von Alba Berlin neben 30 Teams der NBA als Spieloption zur Verfügung. Das Berliner Team ist als einziger Klub aus Deutschland im Spiel präsent.

### Medienpräsenz
In verschiedensten lokalen, nationalen und internationalen Medien werden Neuigkeiten über den Basketballklub Alba Berlin verbreitet. Dyn berichtet als offizieller Medienpartner der BBL über Spielergebnisse der Basketball-Bundesliga. Spielübertragungen unter Beteiligung von Alba Berlin können dort per Live-Stream verfolgt werden (Stand: 2025). Die Spiele der Basketball Champions League und des BBL-Pokals werden ebenfalls von Dyn übertragen. Sport1 zeigt gelegentlich Begegnungen im Fernsehen. Der rbb berichtet in seinen Nachrichtensendungen über Neuigkeiten zum Alba-Profiteam. Gelegentlich werden Livestreams von internationalen Spielen über das rbb-Mediathek angeboten. Über die ZDF und ARD Internet-Mediathek sind Videoinhalte zu den Stichworten Alba Berlin zugänglich.

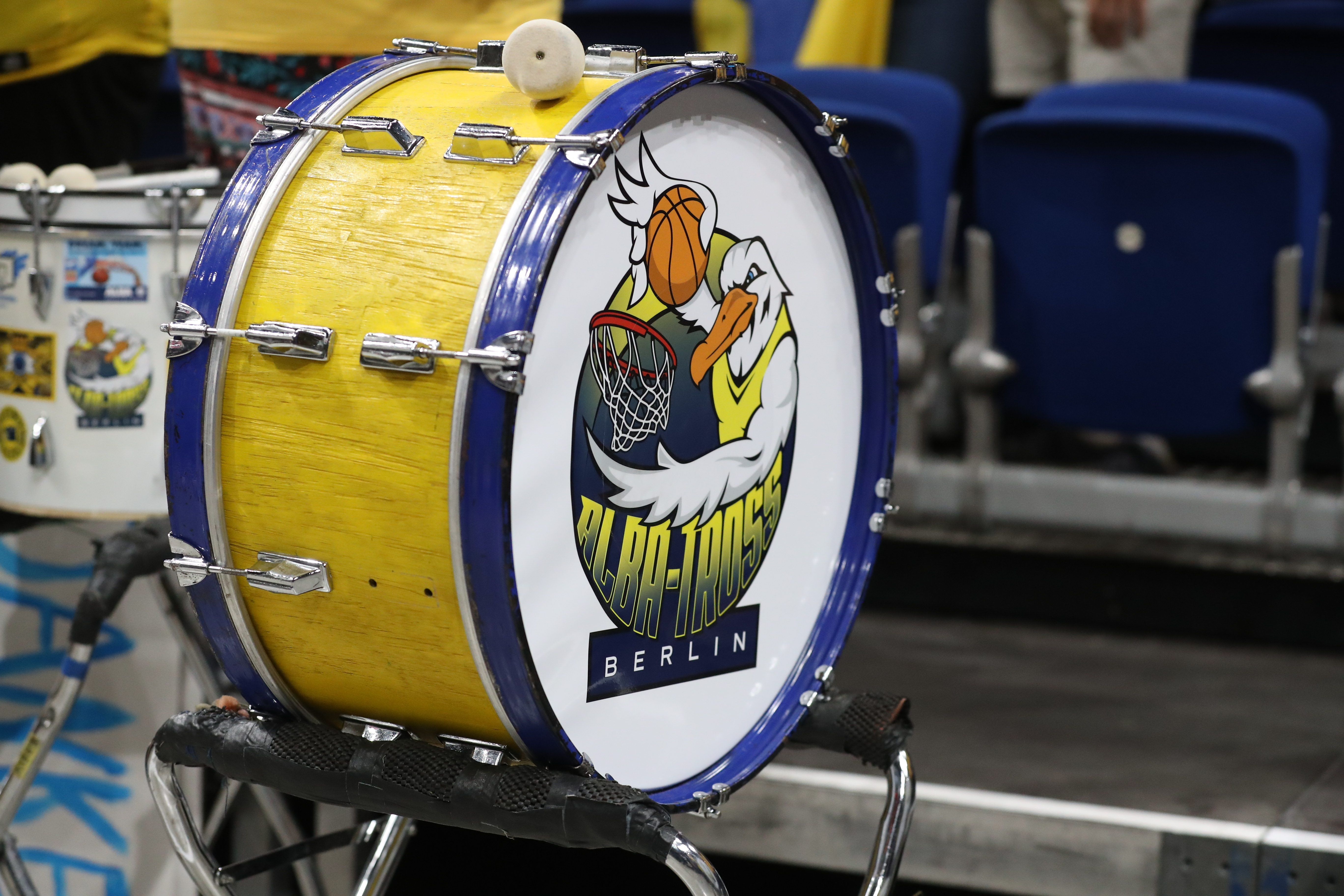
Alba-Tross Berlin

Die Internetportale der meisten Berliner Tageszeitungen wie beispielsweise des Tagesspiegels, der Berliner Morgenpost, der Berliner Zeitung, des Berliner Kuriers oder der B.Z. bieten in ihrem Sportteil eine eigene Rubrik mit Nachrichten über Alba Berlin. Darüber hinaus informieren überregionale Zeitungen und deren Internetableger wie kicker und Bild über die Ereignisse im Hauptstadtklub. Seit der Saison 2012/13 begleitet der Berliner Rundfunksender Radio Eins als offizieller Partner die Spiele von Alba Berlin in der Basketball-Bundesliga und bei internationalen Wettbewerben.
Statistiken zu Spielern und Klubs sowie Zusammenfassungen und Videomaterial von den Partien der BBL sind im Internetportal der Bundesliga abrufbar. Auf der offiziellen Internetseite von Alba Berlin werden aktuelle Informationen über die Aktivitäten des Vereins verbreitet. Umfangreiches Datenmaterial, Interviews, Terminvorschauen, Spielekalender und Videomaterial können dort abgerufen werden. Alba Berlin betreibt zahlreiche Kanäle in sozialen Netzwerken. Einige Spieler der Profimannschaft äußern sich über die Netzwerke über Aktuelles im Basketballklub. Das deutschsprachige Internet-Forum Schoenen-Dunk.de lässt über die Ereignisse bei Alba Berlin diskutieren.